# Audierne (commune déléguée)
Pour les articles homonymes, voir Audierne (homonymie).
Audierne [odjɛʁn] est une ancienne commune française, située dans le département du Finistère en région Bretagne.
Elle fusionne le 1er janvier 2016 avec Esquibien, une commune limitrophe, pour former la commune nouvelle d'Audierne ; elle prend alors le statut de commune déléguée.

## Géographie

### Audierne avant la fusion avec Esquibien
La commune d'Audierne (avant la fusion avec Esquibien) était de petite superficie (295 hectares) : riveraine au sud de l'Océan Atlantique (Baie d'Audierne) et à l'est de la ria du Goyen, la commune était limitée au nord et à l'ouest par la seule commune d'Esquibien. Son finage était en pente forte, s'élevant jusqu'à 67 mètres d'altitude dans sa partie nord-est, dans le quartier de Kerivoas, et déjà à une trentaine de mètres à faible distance de la mer et du Goyen, bordés par des falaises pentues assez élevées.
Le port d'Audierne s'est développé initialement dans une anse de la rive droite de l'estuaire du Goyen faisant fade à l'est, donc en situation d'abri par rapport aux vents dominants ; mais le port, en raison de l'exiguïté du site, a dû s'étendre progressivement vers l'aval le long de la rive droite en des endroits moins protégés (le port se livre surtout à la pêche de la langouste, du homard et de l'araignée de mer, espèces se développant dans les fonds côtiers de la baie d'Audierne). La ville elle-même s'étend de manière linéaire le long de cette même rive droite et plus difficilement, en raison des pentes et des altitudes, vers l'intérieur le long de petits vallons, principalement le long de l'actuelle D 784.
« À l'ouest du port d'Audierne, une éternelle vague blanche. Un ourlet qui rappelle, même les jours d'été, que l'entrée du port est un péril. (...) [C'est] une infranchissable barre quand le gros temps se lève et que grondent les vents du sud. (...) Combien de marins perdus, là, précisément, sous le regard affolé des mères, des femmes, des enfants ? »
La partie nord de la commune est restée boisée (Bois de Suguensou) ; au sud, la grande plage de sable, qui s'étend à 1 500 mètres de la localité, en contrebas de Sainte Evette, appartenait en bonne partie à la commune d'Esquibien.

### Audierne depuis la fusion avec Esquibien
La commune nouvelle d'Audierne, depuis la fusion avec Esquibien, est beaucoup plus vaste, s'étendant sur 18,37 km².
Certains quartiers du centre-ville sont exposés au risque de submersion marine : par exemple la tempête "Aurore" du 20 octobre 2021 a provoqué lors de la marée haute une inondation de la rue Amiral-Guépratte, la rue Manu-Brusq, la rue  Lesné, le quai Jean-Jaurès, la place de la Liberté.

## Toponymie

### Étymologie et origines
Déjà connue sous le nom de Trève du Goyen (Trefgoazien, terme utilisé jusqu'au début du XVIe siècle), Audierne est présente dans les annales maritimes bordelaises dès le XIVe siècle, dans l'atlas du Vénitien Pétrus Vesconte sous le nom d’Odierna en 1313 et 1321, Goezian en 1410  Trefgoazien (en 1507), Odjern (sur une carte hollandaise de 1580), Treffgoazien (au XVIIe siècle.
Le nom breton actuel de la commune est complètement différent de celui utilisé en français puisqu'il s'agit de « Gwaien » et est le même que celui du fleuve côtier, le « Goyen ».

## Histoire

### Préhistoire
Un imposant tumulus d'environ vingt mètres de diamètre se trouvait à Roz Kriben (dénommé aussi "Toul-Korriqued", "le trou des Korrigans"), une colline surplombant le port ; il est exploré en 1882 par Paul du Châtellier ; arasé depuis, il en subsiste une allée couverte composée de quatre grands dolmens et des traces diverses de maçonnerie qui se terminent par un tertre où subsiste un menhir qui gît à terre. Ce lieu est une ancienne nécropole antique, ce qui a été prouvé par la découverte, à 100 mètres au sud-est, de cercueils de pierre avec ornements et poteries.

### Antiquité
Une stèle gauloise, datant probablement du Ve siècle ou du IVe siècle avant J.-C., décrite en 1883 par Hyacinthe Le Carguet, et se trouvant dans le quartier de Kermabon (Mabon est le nom d'une ancienne divinité galloise), dont la trace avait été perdue, a été retrouvée en 2017 dans un talus.

### Moyen Âge
Audierne, qui était sous l'Ancien Régime une simple trève d'Esquibien, est issue du démembrement de la paroisse de Plogoff. Le bourg d'Audierne était appelé "Trefgoazien" (la trève de Goazien, un saint breton qui est aussi à l'origine du nom "Goyen") jusqu'au début du XVIe siècle, même si le port était connu sous le nom d'Audierne dès le début du XIVe siècle.
Pietro Vesconte, cartographe génois, mentionne dans son "Atlas" publié en 1313 le nom d'"Odierna".
L'ancien château d'Audierne, Coz-Castel, fut abandonné très tôt ; l'église Saint-Rumon fut construite dans ses douves. Hervé de Ker Hodierne est cité comme étant le seigneur du lieu dans le "Livre des Ostz".
En 1482-1483, le registre de la « comptablie », qui perçoit les taxes à l'entrée du port de Bordeaux enregistre 10 navires venant d'Audierne.

#### Le naufrage d'un bateau d'Audierne
Une gwerz rappelle le tragique naufrage d'un bateau d'Audierne, de retour de Bordeaux, devant les Étocs, peut-être au XVIIe siècle ; en voici un extrait traduit du breton :
 Qu'arrive-t-il aux gens de Penmarc'h

 Qu'ils maintiennent des feux dans leur église ?

 Chrétien de cœur, qui n'eut pleuré

 Et eut été près de Penmarc'h

 En voyant la mer bouillonner

 À cause des matelots qui se noyaient

 En voyant la mer devenir toute rouge

 Du sang des chrétiens qui s'y trouvaient.
Michel Le Nobletz aurait fait la prédiction de ce naufrage en 1617 pour punir les marchands d'Audierne qui seraient sortis de l'église alors qu'il s'apprêtait à prêcher.

### Époque moderne

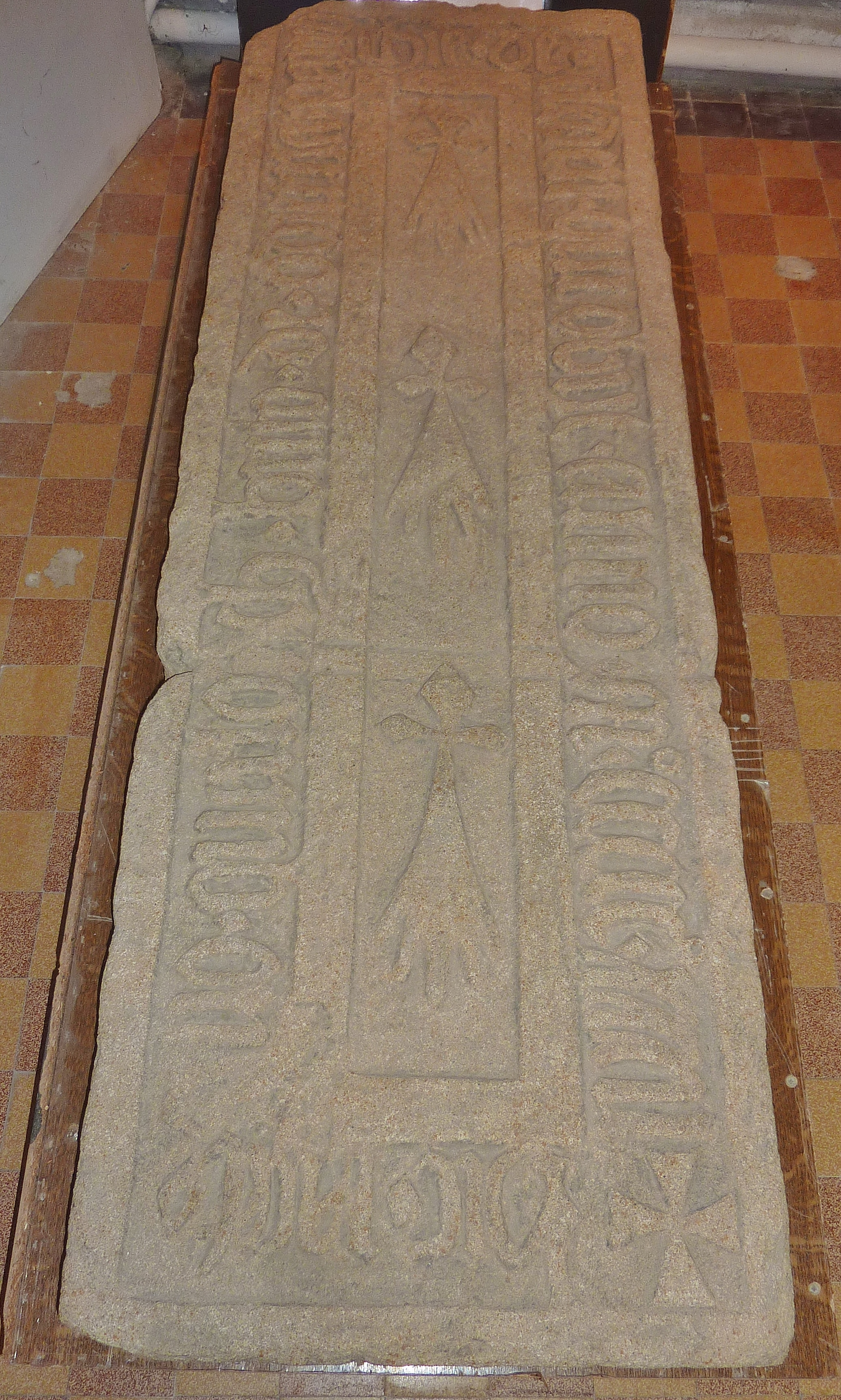
Copie de la dalle funéraire d'Yves Kerloc'h, un marin breton d'Audierne, décédé en 1532 à Sluis (Zélande, Pays-Bas)[Musée d'Audierne].

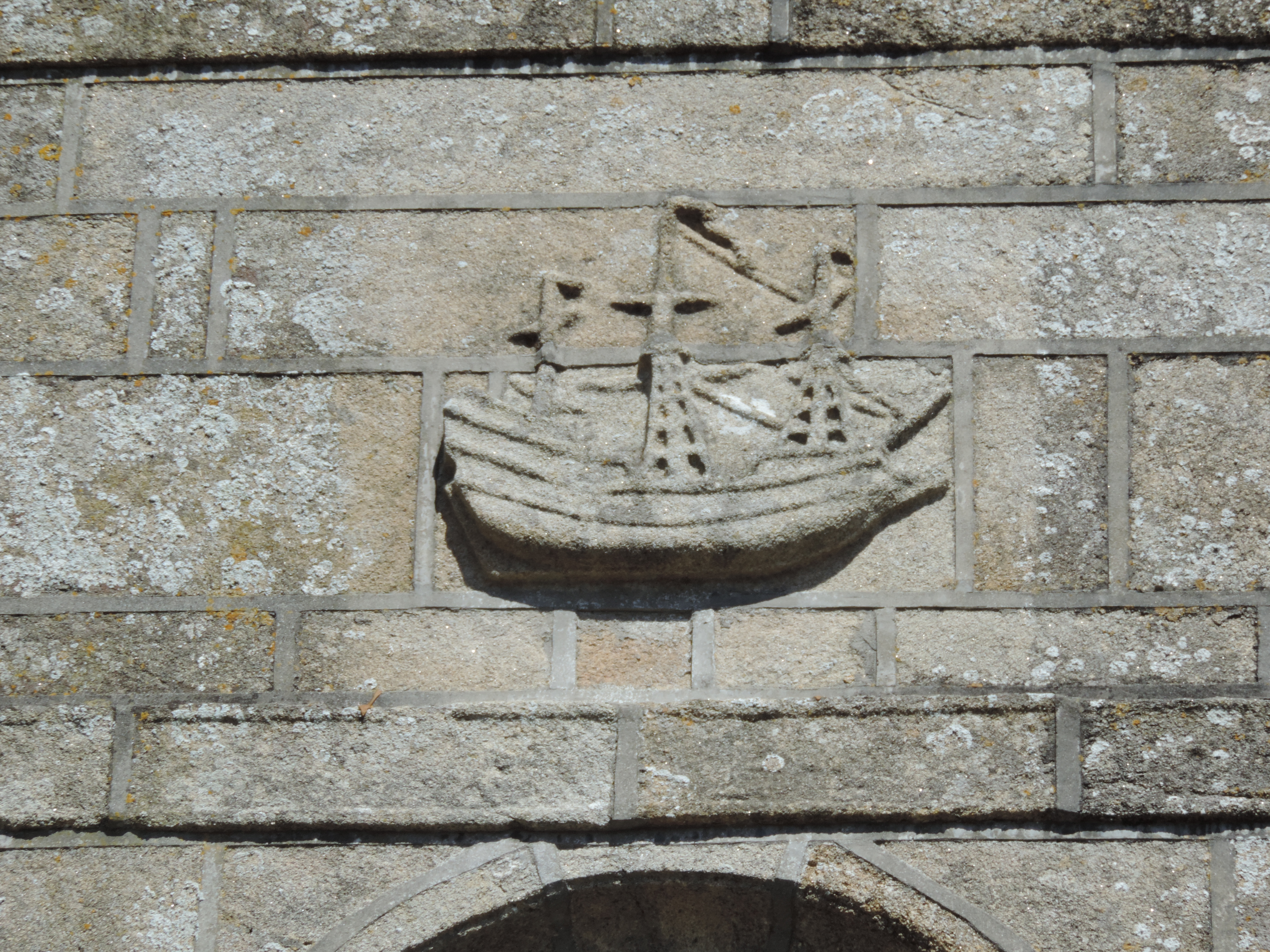
Église Saint-Raymond : carvelle sculptée au-dessus de l'entrée.

En 1536, on note 90 bateaux à Audierne et 1400 marins dans le Cap-Sizun et au XVIe siècle des bateaux d'Audierne et des autres ports du Cap-Sizun fréquentent déjà les abords de Terre-Neuve si l'on en croit la toponymie locale (des lieux-dits y sont dénommés "Île d’Audierne", "baie des Trépassés" et "Pointe du Raz").
En 1596, pendant les troubles de la Guerre de la Ligue, Christophe d'Arradon, surnommé le baron de Camors, à la fois ligueur (il avait par exemple participé à la reprise de Blavet, alors tenue par les huguenots, le 11 juin 1590) et brigand, dévaste les ports d'Audierne et de Pont-Croix, puis s'installe au château du Cosquer en Combrit et, de là, opère des raids dans la région de l'embouchure de l'Odet, rançonnant les marchands de Pont-l'Abbé et l'Île-Tudy.
En 1590, en pleine période des Guerres de religion, sur 849 navires ayant fréquenté le port de Bordeaux, 80 venaient du Cap Sizun et 55 de Penmarc'h. Plusieurs églises de la région, dont l'église Saint-Rumon d'Audierne, sont ornées de carvelles. Vers la fin du XVIe siècle et au début du XVIIe siècle, des bateaux d'Audierne s'aventurent jusqu'aux Canaries ainsi qu'en Méditerranée (plusieurs marins d'Audierne furent d'ailleurs victimes des Barbaresques) ou encore jusque dans le Sund. Au milieu du XVIIe siècle, Audierne possède 150 chaloupes de pêche et compte environ 2 300 habitants.
Le célèbre prédicateur Julien Maunoir prêcha deux missions à Audierne en 1643 et 1669.
Pour entrer ou sortir du port, les capitaines faisaient souvent appel à des pilotes. Certains provoquant parfois volontairement l'échouage du bateau qui leur était confié, afin qu'il soit pillé. Ce fut le cas vers 1720 du Don de Dieu, un navire de Libourne qui devait quitter le port d'Audierne.. et fut aussitôt pillé.
En juin 1725, 52 pèlerins de retour du pardon de Saint-Tugen (en Primelin) se noyèrent entre Audierne et Poulgoazec, leur bac ayant coulé.
La seconde moitié du XVIIe siècle et le XVIIIe siècle furent pour Audierne une période de déclin en raison des guerres quasi-permanentes avec l'Angleterre. Dumanoir, premier maire d'Audierne, écrit en 1790 : «La ville d'Audierne, autrefois florissante et opulente, par les différentes branches du commerce qu'elle embrassait, est totalement tombée en ruine et en désuétude. Presque tous les habitants sont réduits à la peine et en grande partie à la mendicité ».
Il faut attendre l'essor de la pêche à la sardine et des conserveries dans la seconde moitié du XIXe siècle pour que le port retrouve la prospérité.
En 1759, une ordonnance de Louis XV ordonne à la paroisse d'Audiern [Audierne] de fournir 6 hommes et de payer 39 livres pour « la dépense annuelle de la garde-côte de Bretagne ».
Jean-Baptiste Ogée décrit ainsi Audierne en 1778 :

« Audierne, petite ville et port de mer ; à 7 lieues de Quimper, son évêché ; à 45 lieues trois-quarts de Rennes et à 1 lieue de Pont-Croix, sa subdélégation. C'est une trève de la paroisse d'Esquibien. On y compte 1 200 communiants. Cette ville faisait autrefois, avec l'Espagne et les autres pays étrangers, un commerce de sardines et de maquereaux considérable qui, depuis quelques années, est presque tout à fait tombé. Il s'y exerce une moyenne justice, qui dépend de la maison de Souléac et ressortit au présidial de Quimper. »

### La Révolution française et le Premier Empire
La ville d'Audierne élit quatre délégués (De Lécluze, Botsey, Maubras et Kerillis), pour la représenter à l'assemblée du tiers-état de la sénéchaussée de Quimper au printemps 1789.
La loi du 12 septembre 1791 « relative à la circonscription des paroisses du district de Pont-Croix » donne à la paroisse d'Esquibien comme succursales Primelin, Audierne et l'Île-de-Sein.
L'école d'hydrographie d'Audierne fut fondée en 1791 par Armand Louis Tréhot de Clermont, fils de Louis Tréhot de Clermont, alors maire de Pont-Croix.
Un ancien notaire, Jean Lannou, en vertu de la loi du 5 nivôse an II (25 décembre 1793) qui rendait l'école primaire obligatoire et gratuite, ouvrit une école à Audierne le 1er messidor an II (19 juin 1794, mais arrêta dès le 24 nivôse an III (13 janvier 1795) « en raison du temps et de la localité » [il veut dire sans doute le local] ; Michel Kerloch, ancien écolier du collège de Quimper, le remplaça, se montrant plein de bonne volonté, quoique « le local où se tient l'école est un vrai grenier, sans fenêtres, sans tables, sans bancs, et cependant il a jusqu'à 113 élèves, qu'il est obligé de faire rester debout. De plus il n'avait pas de logement ».
Jacques Cambry décrit ainsi Audierne vers 1795 :

« La commune d'Audierne s'étend sur le rivage et s'élève sur une montagne assez rapide, ses quais sont en mauvais état ; on commence à les rétablir ; les rues sont dépavées, impraticables, mal dirigées. L'entrée de la ville serait infiniment plus commode (...) si l'on réparoit [réparait] le mauvais pont qu'on trouve en arrivant. (...) Tout manque ici : halles, lavoirs, hôpitaux, manufacture, abreucoirs, moulins, boucheries, bois de chauffage ; la prison ne peut contenir que trois hommes. Audierne est un séjour de misère et de privation ; il étoit [était] tout autre quand le commerce florissoit [fleurissait] ; on n'y trouve ni médecin, ni chirurgien, pas même un accoucheur. »

Déjà la municipalité écrivait le 26 septembre 1790 : « La principale rue est entièrement ruinée ; si le pavé n'est pas restauré sous peu, elle deviendra absolument impraticable et n'offrira plus par temps de pluie que le spectacle d'un affreux bourbier ».
Le 18 mars 1811, un convoi de 19 bâtiments, chargés de vivres pour la Marine, acculés par des bateaux anglais en rade de Kérity-Penmarch et en passe d'être brûlés, parvient à se réfugier à Audierne et Bénodet.

### LeXIXesiècle

#### Audierne pendant la première moitié duXIXesiècle
Le recteur d'Audierne évoque en 1814 sa ville comme « une petite Sodome qui ne peut vivre qu'au gré de ses plaisirs » ; veut-il parler de débauche en général ou plus précisément d'homosexualité, chez des marins qui passent le plus clair de leur temps entre hommes.
Jean-François Brousmiche écrit vers 1830 : « Chaque jour voit s'embellir le port d'Audierne. Les quais sont très beaux et revêtus de pierres de taille ».
A. Marteville et P. Varin, continuateurs d'Ogée, décrivent ainsi Audierne en 1843 :

« Audierne, ville et commune formée de l'ancienne trève indépendante de la paroisse d'Esquibien, aujourd'hui desservance. Bureau de poste. (...) Principaux villages : Ménez-Béan, Kerbusolic, Kerivoas, Kerhuon, Kergadec. Superficie totale 287 hectares dont (...) terres labourables 172 ha, prés et pâtures 14 ha, bois 14 ha, vergers et jardins 11 ha, landes et incultes 57 ha (...). Moulins et usines : 13 (...). Ce port, ouvert sur une baie couverte d'écueils, est fort sûr. Toute la ville ne se compose que d'une rue, qui commence à la route de Pont-Croix, et se termine à l'ancien couvent des Capucins. Les habitants se livrent presque tous à la pêche, surtout à celle du merlus, qui s'exporte jusqu'en Espagne. L'on exporte aussi dans le nord de la France des soudes de wareck fabriquées dans la commune. Si le port est vaste et large, les quais sont incommodes. Il y a une école d'hydrographie. Le pays environnant est agreste ; le terrain élevé, montueux et généralement découvert, est un peu en pente vers le sud-est. (...). La vue que l'on a des Capucins est très belle et très étendue ; on y découvre la Pointe du Raz et l'Île de Sein. (...). Généralement les habitants de la campagne ne portent de chaussures que dans les jours fériés; ils sont, excepté dans ces derniers jours, vêtus en toiles qui se fabriquent dans la commune. Il y a beaucoup de mendiants. (...). Géologie : constitution granitique. on parle le breton. »

#### Le pont sur le Goyen
Un pont métallique sur le Goyen, à péage, fut construit en 1856 sur le chemin de grande communication no 1 en amont d'Audierne ; il comprenait une arche qui pouvait se lever afin d'assurer la continuité de la navigation en direction de Pont-Croix. Ce pont fut un temps interdit à la circulation en 1880, ce qui suscita « un énorme embarras pour toutes les relations de la contrée située sur la rive gauche du Goyen, avec Audierne, Esquibien, Primelin, Plogoff et Cléden ». Le Conseil général du Finistère refusa le projet d'un pont tournant, trop onéreux, et vota en 1880 la construction d'un nouveau pont « en fer renforcé », composé de « quatre travées fixes, plus celle du milieu s'ouvrant pour le passage des navires au moyen de volées mobiles, lesquelles seules porteront un plancher en bois ; toutes les parties fixes étant formées de voussèles en briques et ciment recouvertes de béton et d'un empierrement. La chaussée du pont conservera 2 mètres de largeur, en outre de deux trottoirs de 0,536 m pour les piétons. Le service de la manœuvre du pont comportera à peine la force d'un homme grâce à un système de contre-poids équilibrant celui de la volée et à un appareil élévatoire très simple ».

#### La dangerosité de l'accès au port et les sauvetages en mer

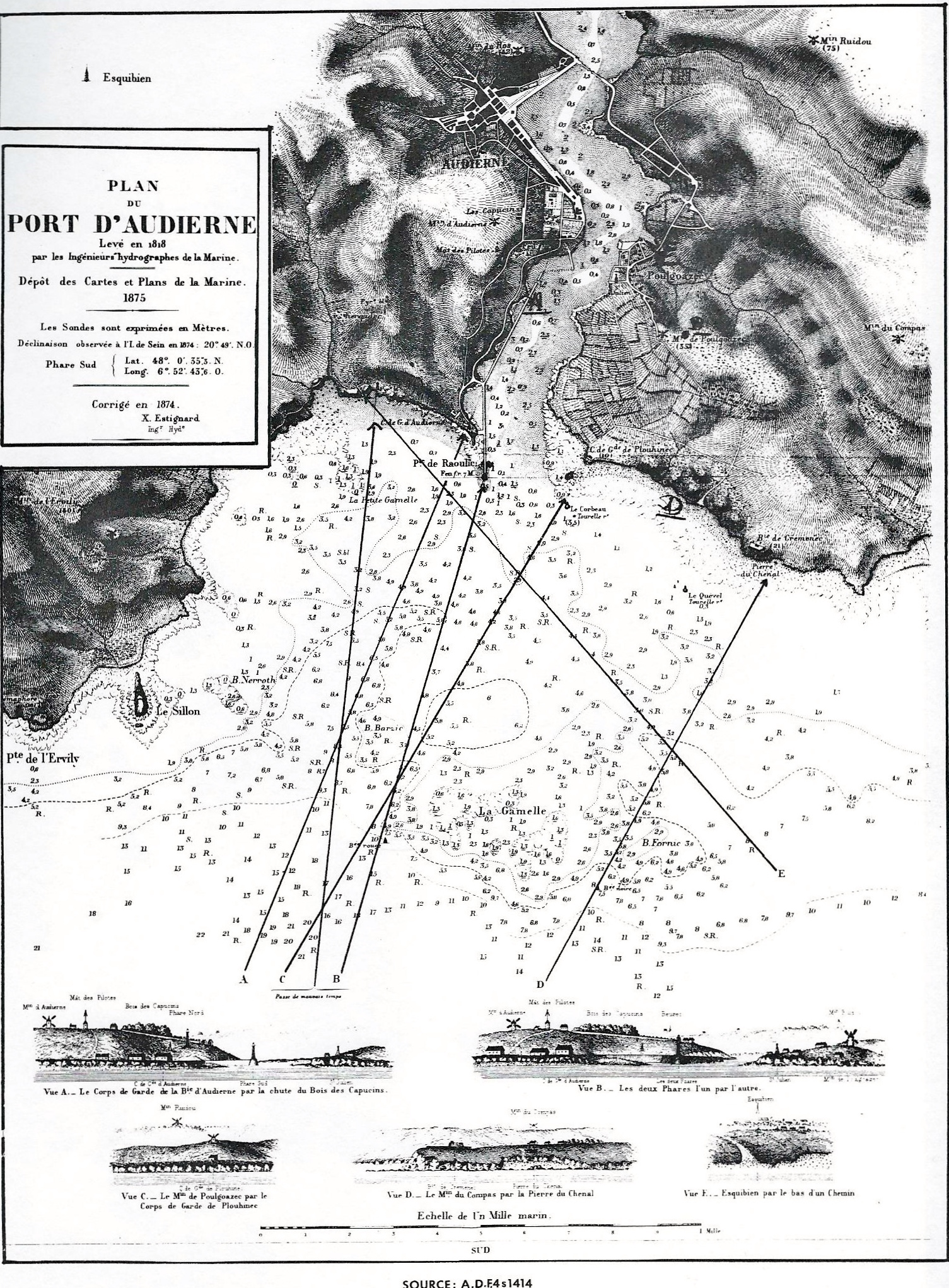
Plan d'accès au port d'Audierne dessiné en 1875.

L'accès au port d'Audierne était redoutable : outre les courants et écueils du Raz de Sein, le récif de la Gamelle et la barre à l'entrée du port, ainsi que les bancs de sable instables de l'embouchure du Goyen provoquaient de nombreux naufrages (par exemple la tempête du 4 février 1899 fit 17 victimes parmi les marins-pêcheurs d'Audierne). Néanmoins, Audierne était traditionnellement un port de refuge (car c'était le seul havre digne de ce nom entre la Pointe de la Torche et la Pointe du Raz) : vers 1840, le nombre des navires y faisant relâche était en moyenne de 200 par an ; ils n'étaient plus que 5 en 1906 en dépit de l'amélioration des conditions de navigation, car l'accroissement de la taille des navires leur interdit l'accès à Audierne.
Des travaux d'aménagement portuaire ont été progressivement réalisés : le Vieux môle, construit en 1766, est surélevé en 1830 ; le môle du Raoulic, long de 214 mètres, est construit en 1847 ; la passerelle des Capucins relie le chemin de halage, construit à partir de 1858, au Vieux môle ; le môle de Sainte-Evette, qui date de la fin du XIXe siècle, est prolongé en 1951 (l'Abri du canot de sauvetage y est placé) ; mais l'accès au port d'Audierne reste malgré cela difficile et dangereux et les problèmes d'ensablement sont chroniques, nécessitant régulièrement des travaux de dragage, les derniers entrepris ayant eu lieu en 2016.
Audierne est, avec Saint-Malo, l'un des deux premiers ports français où l'amiral Rigault de Genouilly crée, dès le 12 février 1865 la Société centrale de sauvetage des naufragés, car le port d'Audierne est alors l'un des plus dangereux du littoral français, une terrible barre se levant face à son entrée à hauteur des hauts-fonds de la Gamelle. Le premier sauvetage est effectué dès le 15 mars 1866. L'abri du canot de sauvetage se trouve à Pors Péré dans la commune d'Esquibien. Depuis 1865, plus de 1 000 sauveteurs bénévoles se sont succédé à Audierne pour secourir les marins.
Une lettre adressée le 10 décembre 1905 au Ministre des Travaux Publics par le Bureau du syndicat des marins pêcheurs d'Audierne décrit en ces termes les problèmes du port : « Situé à proximité des lieux de pêche, le port d'Audierne serait très florissant si l'entrée du port était praticable à toute heure ; mais malheureusement, de temps en temps elle ne l'est pas. La barre brise et le canot de sauvetage est obligé de se porter à la pointe du môle pour protéger l'entrée des bateaux et porter secours en cas d'accident. Souvent les bateaux sont forcés d'attendre le moment favorable pour entrer, et le produit de la pêche, la sardine surtout, s'avarie. (...). À certaines époques de l'année, lorsque la pêche à la sardine se fait dans la baie d'Audierne, il y a dans le port plus de 1 500 bateaux, en majorité de Douarnenez, Guilvinec et Concarneau ; alors des accidents sont toujours à craindre, soit à l'entrée, soit dans le port même, [à cause] du courant. D'une autre part, le curage du port s'impose : à marée basse, l'odeur de la vase est si forte qu'il faut y être habitué pour pouvoir rester sur le quai ou dans les bateaux et, par place, elle est tellement accumulée qu'on risque d'échouer à chaque instant ; il y a là encore un double intérêt [à effectuer les travaux] : santé et sécurité ».

#### Les activités goémonières
Audierne fut au XIXe siècle un centre important d'activités liées au goémon, ramassé notamment dans toute la Baie d'Audierne. En 1872, le baron Amédée De Lécluse-Trévoëdal fait construire une usine de produits chimiques fabriqués, notamment de l'iode, à partir de la soude obtenue grâce aux cendres de varech au lieu-dit Le Stum. Le brûlage du goémon engendrait une pollution importante comme en témoigne cet extrait d'une lettre de 1872 : « Dans l'état actuel, la baie d'Audierne produit chaque année trois mille tonnes de cendres de warech, ce qui correspond à la quantité énorme de quatre-vingt-dix mille tonneaux d'engrais naturels soustraits à la culture (...). Les vapeurs produites par l'incinération le long des rivages, moins dangereuses sans doute que les gaz des réactions dans les ateliers de produits chimiques, portent déjà un grand préjudice aux cultures et infectent le pays à plusieurs lieues à l'intérieur (...) ».

#### L'essor du port de pêche et des conserveries ainsi que leurs conséquences sanitaires
Le port de pêche d'Audierne connaît un essor important dans la seconde moitié du XIXe siècle : « L'industrie véritablement importante à Audierne, c'est la pêche. Depuis très longtemps la pêche d'hiver et de printemps y donne d'excellents résultats et l'on y exporte en grande quantité les langoustes, homards et gros poissons tels que maquereaux, soles, turbots, etc. Le tonnage de l'exportation (...) est, d'une manière à peu près constante, (...) de 1 800 tonnes par an. Mais un fait inattendu a donné dans les dernières années un très rapide développement à la pêche d'Audierne. La sardine a cessé lentement d'abord et complètement depuis 1877 d'entrer dans la baie de Douarnenez. En 1876, la moitié de la flottille de pêche de Douarnenez (400 barques montées par 2 000 hommes d'équipage) a pêché à Audierne pendant une période de 4 mois. En 1878, sept cents barques étrangères au port ont pêché pendant la saison d'automne dans la baie d'Audierne. Cette ville se trouve donc occupée pendant la période de pêche par plus de 3 000 pêcheurs, qui viennent chaque soir mouiller à l'entrée du port et s'y approvisionner des denrées nécessaires à leur subsistance. Les usines de Douarnenez prennent leur poisson à Audierne et sont approvisionnées chaque jour par plus de 70 voitures (...) ».
À Audierne, l'essor des conserveries, appelées alors "fritures", fut tardif (plus de 20 ans après Douarnenez et Concarneau par exemple) en raison de la situation très excentrée et de l'isolement de la ville ; les deux premières conserveries sont construites en 1872, l'une par les frères Pellier, originaires du Mans, l'autre par Delecluze ;  l'usine Béziers ouvre en 1877, l'usine Le Floch et Jherpe en 1879, Louarn en 1880, Auguste et Charles Chancerelle (de Douarnenez) en 1880 de même que Salaün et Bourgeois ; Gustave Le Gall ouvre en 1884, Caradec et Ouizille en 1896 ; plusieurs usines se dotent d'usines à gaz destinées à leur éclairage et au chauffage, notamment pour le soudage des boîtes de conserve (le chauffage se faisait antérieurement au charbon de bois). D'autres usines ouvrent à Poulgoazec : Auguste et Charles Chancerelle en 1880, Arsène Saupiquet la même année, Henri de Lécluse en 1880 ; Eugène Rio et Paul Audigan en 1901.

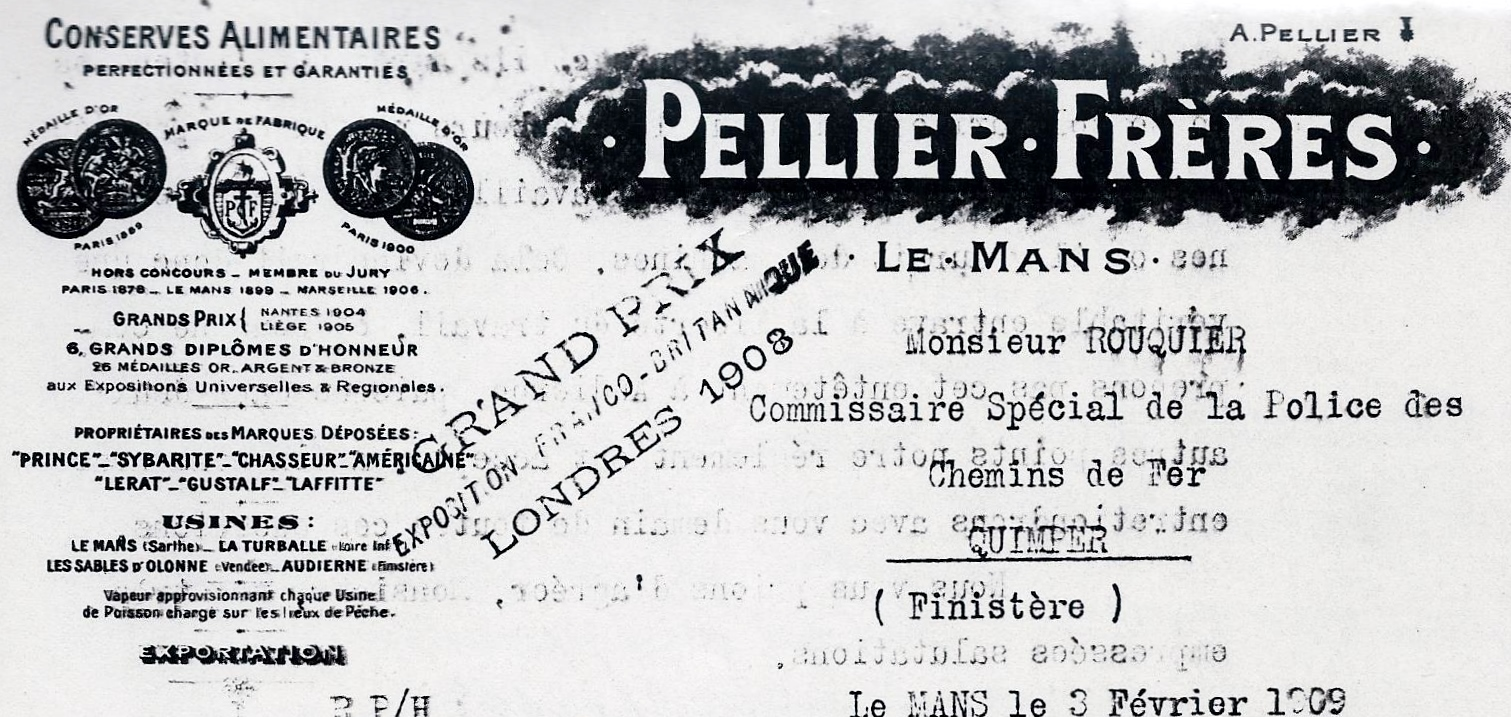
En-tête d'une lettre des établissements "Pellier Frères" datée de 1909.

Les frères Pellier se plaignent, en 1878, du manque d'eau douce qui « cause un préjudice considérable à leur fabrication  de sardines à l'huile et qui souhaitent être autorisés à établir une prise d'eau ». En 1876, on compte une douzaine d'usines sur les bords du Goyen, un fleuve alors d'une saleté épouvantable où déchargent chaque été plus de 500 chaloupes de pêche. En 1875, le Conseil d'arrondissement de Quimper recommande le curage du port d'Audierne « dans lequel s'entasse une quantité de détritus infects qui finiront par empêcher l'accostage des navires et compromettre la santé publique ». En effet, des écoulements permanents de saumure, de jus et d'huile de poisson, de détritus de sardines, sont autant de nuisances qui dégagent une infection insupportable et sont le germe d'épidémies meurtrières.
L'insalubrité provoquait de fréquentes épidémies. Le "Bulletin de l'Académie nationale de médecine" écrit en 1886 qu'« à Audierne et à Poulgoazec (...), sur une population de 2 000 habitants, on observe par an près de 200 cas de fièvre typhoïde ».
À la suite de l'épidémie de choléra de 1885-1886 qui fit 144 morts à Audierne, le docteur Anner, directeur de la santé à Brest, envoyé sur les lieux pour combattre le fléau, écrit : « Les planchers n'existent nulle part, le sol que les pieds foulent est la terre même, avec ses irrégularités et ses anfractuosités dans lesquelles stagnent les boues et les ordures aussi bien de l'extérieur que de l'intérieur ».
En février 1896, le Conseil municipal d'Audierne vote un vaste programme d'assainissement, prévoyant la création de canalisations d'eau potable « considérant l'eau disponible en quantité insuffisante pendant la saison de pêche à la sardine, car alors plus de 800 bateaux étrangers [étrangers au port] se trouvent parfois dans le port ». Il envisage aussi le repavage de la place du Marché et de la Grand'Rue.
Vers 1900, on recense 20 ateliers de friture et 14 usines de conserves de poissons à Audierne. La plupart appartiennent à des propriétaires extérieurs à la ville, douarnenistes principalement, mais aussi nantais, concarnois ou autres ; seules trois usines ont été créées par des entrepreneurs locaux (Henri de Lécluse, Louarn et Salaün).

#### Une famille influente: les Lécluse-Trévoëdal
La famille Delécluse (ou de Lécluse) accola à son nom celui de sa terre de Trévoëdal, située en Beuzec-Cap-Sizun (autorisation accordée par décret le 13 novembre 1868).
- François-Marie de Lécluse (1748-1810) fut membre du directoire du district de Pont-Croix et acheta le couvent des Capucins d'Audierne en 1795.
- Son frère, Jean-Baptiste de Lécluse, né en 1751 à Audierne, fut sénéchal du marquisat de Pont-Croix, puis président du tribunal civil de Quimper et enfin procureur près la cour d'assises du Finistère. Il fut aussi député du Corps législatif entre 1806 et 1810. Chevalier de Lécluse et de l'Empire par Lettres patentes du 24 Février 1809[46]
- Jean Pierre de Lécluse-Trévoëdal[Note 6] (1804-1884), neveu des précédents, fut président du tribunal civil de Quimper et maire d'Audierne.
- Amédée de Lécluse-Trévoëdal[Note 7] (1836-1898), petit-neveu des précédents, royaliste, propriétaire du château de Locquéran, fut maire d'Audierne entre 1871 et 1898 et conseiller général du canton de Pont-Croix. Il créa en 1872 l'usine d'extraction d'iode à partir de la soude provenant de la cendre de varech dans l'anse du Stum.
- Son frère, Émile de Lécluse-Trévoëdal[Note 8] (1838-1910) fut maire d'Audierne, succédant à son frère, entre 1898 et 1908. En 1879 les deux frères créèrent une "friture" (conserverie) à Poulgoazec.
- Henri de Lécluse-Trévoëdal[Note 9], fils d'Amédée de Lécluse-Trévoëdal, capitaine de cavalerie pendant la Première Guerre mondiale, habitait le château de Locquéran. Son épouse Jeanne Bertrande de La Brousse de Beauregard, développa une activité de dentelle au point d'Irlande dans le château de Locquéran pour les femmes de pêcheurs et d'ouvriers afin de faire face à la crise sardinière à partir de 1903.

#### Description d'Audierne en 1893

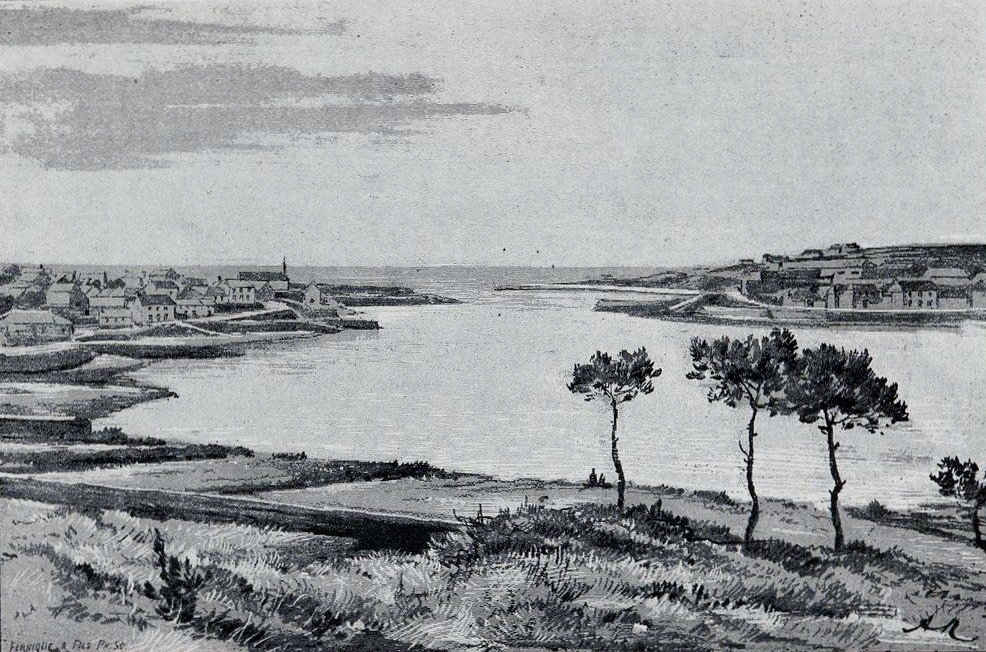
L'entrée du port avant 1903 (dessin de A. Karl).

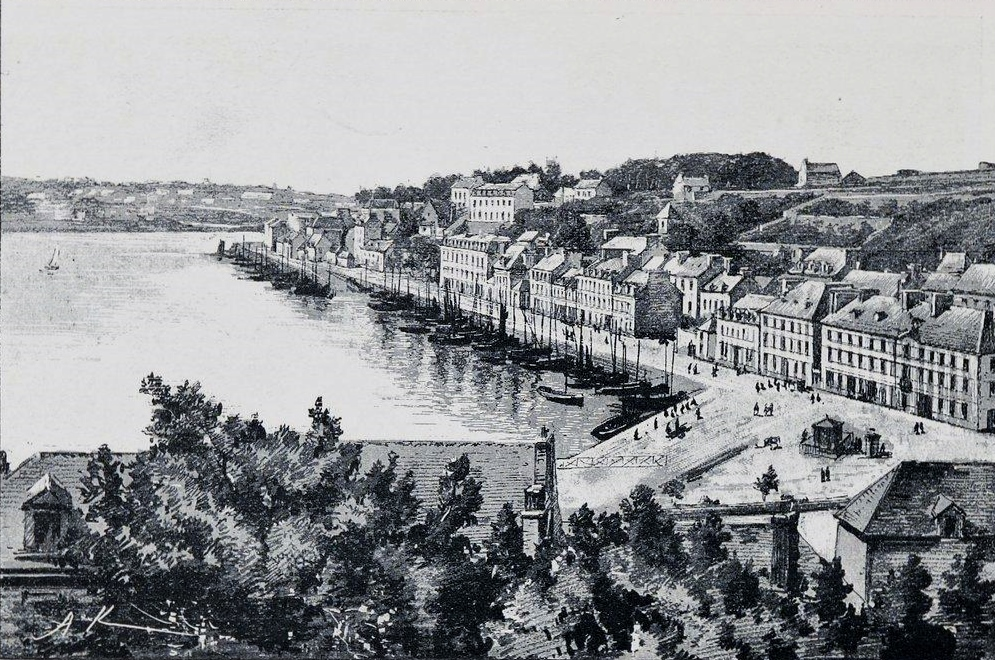
Le port d'Audierne avant 1903 (dessin de A. Karl).

Alexandre Nicolaï décrit ainsi Audierne en 1893 :

« (...) Les barques qui ne sont pas sorties dorment sur le flanc en bas des quais ; les marins étendent les filets, des vieux se chauffent sur le bas des portes, des femmes remaillent, les mendiants s'empressent autour de nous, et c'est à grand'peine que pour longer le port nous nous mêlons au va-et-vient assez animé qu'entretiennent les nombreuses usines et fabriques de soude et de conserves de sardines. Mais pouah ! Quelle infection qui nous soulève le cœur ! Un inimaginable relent d'huile, d'iode et de poisson passé qui alourdit l'air, vous serre à la gorge, semble pénétrer vos vêtements ! Un peu d'opoponax s'il vous plaît ! C'est une de ces symphonies d'odeurs mijotantes, comme Zola seul en pourrait transposer, qui éclate de partout, des barques, des barils de rogue nauséabonde, des filets, des vases transformées en charniers, des usines, des gens même qui vous frôlent. (...) Un parfumeur eût gagné bien de l'argent ce jour-là ! Pourquoi n'y en a-t-il pas à Audierne ? »

En décembre 1894 à Audierne et en janvier 1895 à Poulgoazec, les ouvriers-soudeurs (qui soudaient les boîtes de sardines) se mettent en grève, protestant contre l'installation de sertisseuses.

### LeXXesiècle

#### La voie ferrée Douarnenez - Audierne  et le "train-carottes"

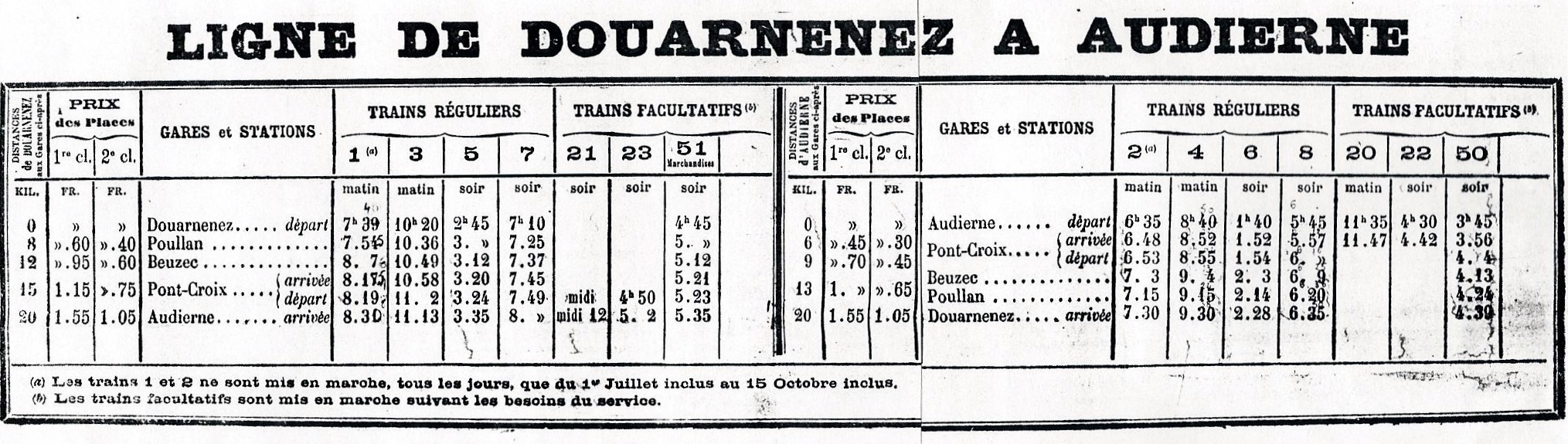
Les horaires de la ligne de chemin de fer Douarnenez-Audierne en 1896.

La ligne de chemin de fer de Douarnenez à Audierne, appartenant aux Chemins de fer départementaux du Finistère, déclarée d'utilité publique le 14 février 1891, longue de 19,8 km, mise en service le 29 janvier 1894 : « Alors que les quais d'Audierne sont plantés de mâts pavoisés aux couleurs nationales (...), flanqué de ses deux vicaires, l'abbé Masson vient bénir bâtiments et matériels ». La ligne, à voie métrique, dessert les stations de Poullan, Pont-Croix et la halte de Beuzec-Cap-Sizun (en 1905, une halte supplémentaire est créée à Lestrivin, entre Poullan et Douarnenez) ; les trains mettaient de 50 à 55 minutes à parcourir le trajet, à la vitesse moyenne horaire de 22 km/h. La ligne est surnommée Ar Youter (youd en breton signifiant « bouillie », cette appellation se veut ironique : la « ligne des mangeurs de bouillie ») est ainsi décrite par Yvon Normant : « Ce petit chemin de fer à voie étroite rejoint Pont-Croix, puis se dirige vers Audierne en longeant le cours sinueux de la ria du Goyen. Il transporte touristes et marchandises. Certains jours, lors des fortes affluences pour la foire de Pont-Croix, on installe des bancs dans les wagons de marchandises. Les voyageurs bénéficient gracieusement du parfum des congres et des sardines, avant de renifler celui des porcs et des vaches sur la place du marché. (…) Un chargement trop lourd faisait patiner les roues de la petite locomotive dans les montées. Le conducteur demandait alors aux voyageurs de descendre en bordure de voie et de reprendre le convoi plus loin ». La ligne ferma en 1946.
À Audierne, les touristes fréquentaient l’hôtel du Commerce (tenu par Antoine Batifouler), l’hôtel de France, l'hôtel Gargadennec et l’hôtel de la Gare.
La ligne ferroviaire à voie métrique surnommée "train carottes", exploitée initialement par les Chemins de fer armoricains, fut inaugurée le 1er octobre 1912 et ferma le 30 juin 1935, ne fonctionnant donc que 33 ans à peine. La voie ferrée partait de Pont-l'Abbé et desservait les gares de Plonéour-Lanvern, Tréogat, Pouldreuzic, Plozévet, Plouhinec, Pont-Croix, pour aboutir à Audierne ; la ligne desservait aussi des arrêts facultatifs supplémentaires comme celui de Plovan. « C'était un train mixte de marchandises et de voyageurs, qui a eu un impact important sur la vie économique et sociale en pays bigouden et dans le cap Sizun » a écrit l'historien Serge Duigou.
Dans la décennie 1930, six trains par jour desservaient la ligne du train youtar ; les retards étaient à répétition, souvent dus à la nécessité d'assurer les correspondances en gare de Douarnenez avec les trains de la compagnie Paris-Orléans, et les accidents fréquents (passagers tombant du train depuis la plate-forme, collisions aux passages à niveau qui étaient non gardés, chutes de passagers en gare, parfois dus à l'ivresse les jours de marché à Pont-Croix).

#### L'Abri du marin d'Audierne et la misère au début duXXesiècle

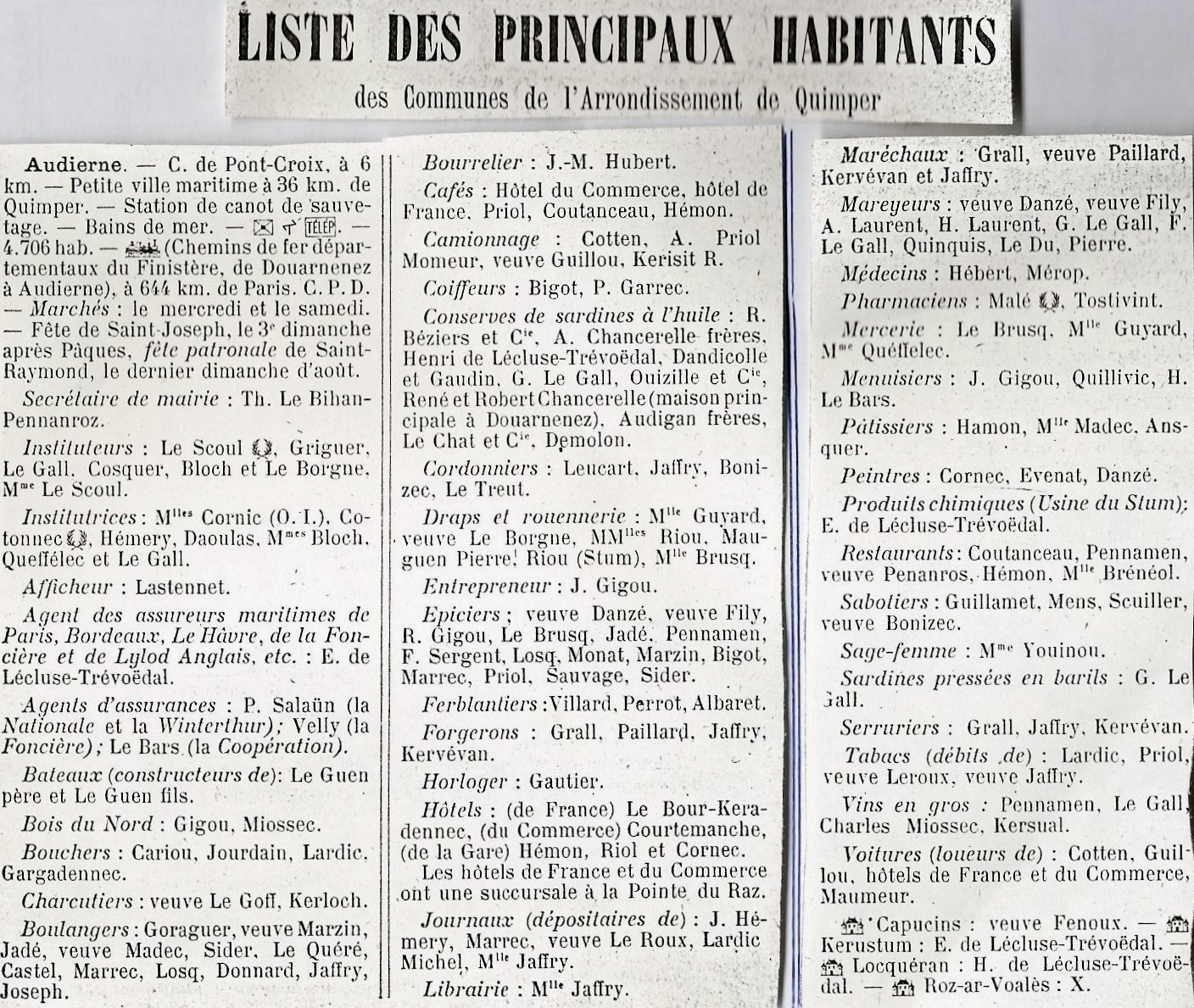
Liste des principaux habitants d'Audierne en 1911.

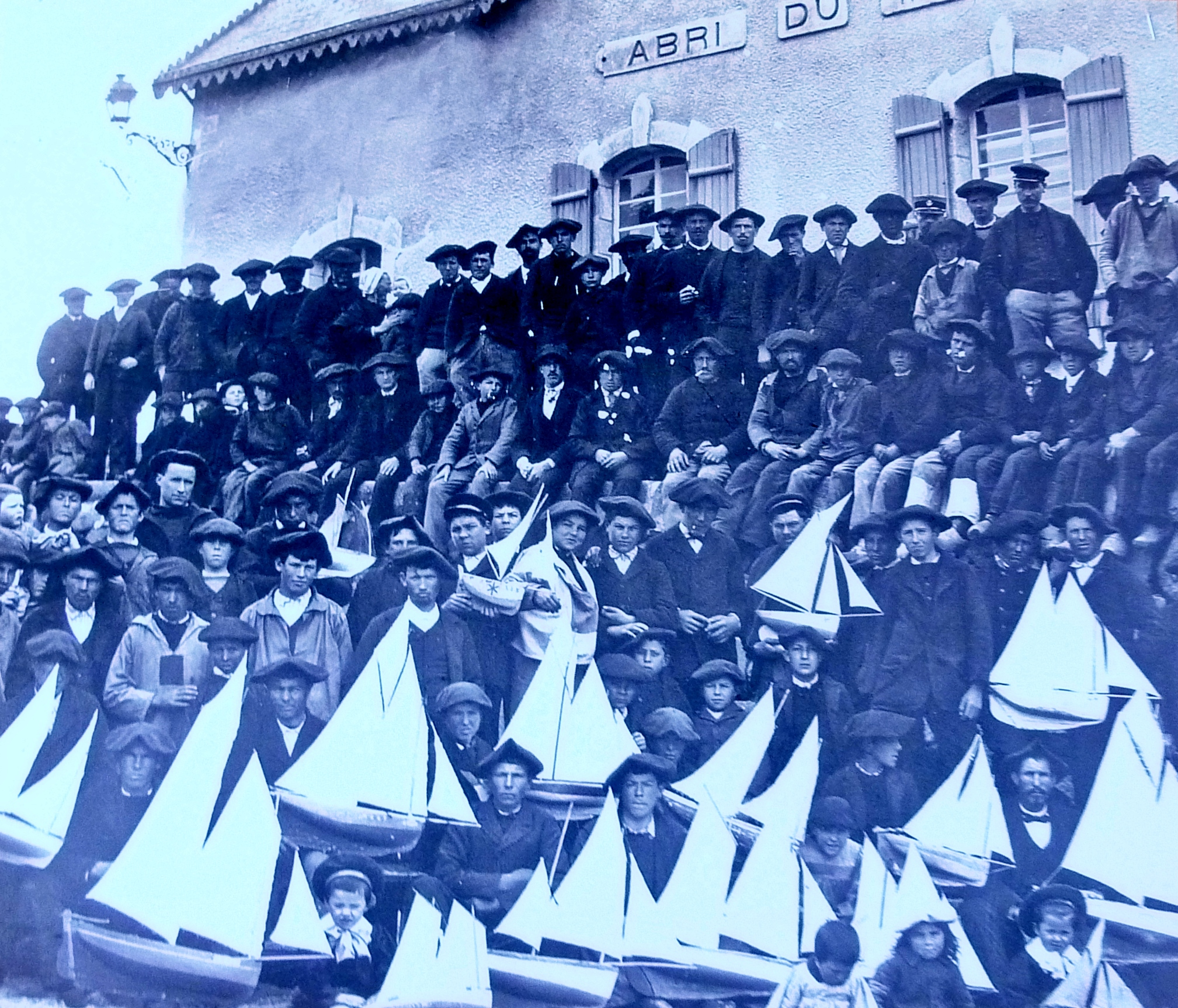
Concours de maquettes de bateaux devant l'Abri du marin d'Audierne vers 1920 (photographie de Jacques de Thézac)

Vers 1900, la consommation d'alcool par habitant était très élevée dans les ports : 20 fois plus à Audierne qu'au Huelgoat.
En 1901, le port d'Audierne compte près de 500 chaloupes de pêche et 3 500 inscrits maritimes. Jacques de Thézac y crée en novembre 1901 un Abri du marin, financé par l'usinier lorientais Georges Ouizille, près de la petite grève des Capucins. C'était là en effet que la plupart des pêcheurs étrangers au port venaient échouer leurs bateaux. En 1915, l'Abri fut temporairement réquisitionné pour accueillir un détachement du 118e régiment d'infanterie de Quimper. L'Abri du marin ferma en 1956.
Le 20 janvier 1901, la barque de pêche no 1625 qui rentrait dans le port d'Audierne fut renversée par une forte lame alors qu'elle franchissait la barre et les cinq hommes à bord furent précipités à la mer. Seul le patron, Le Borgne, fut sauvé.

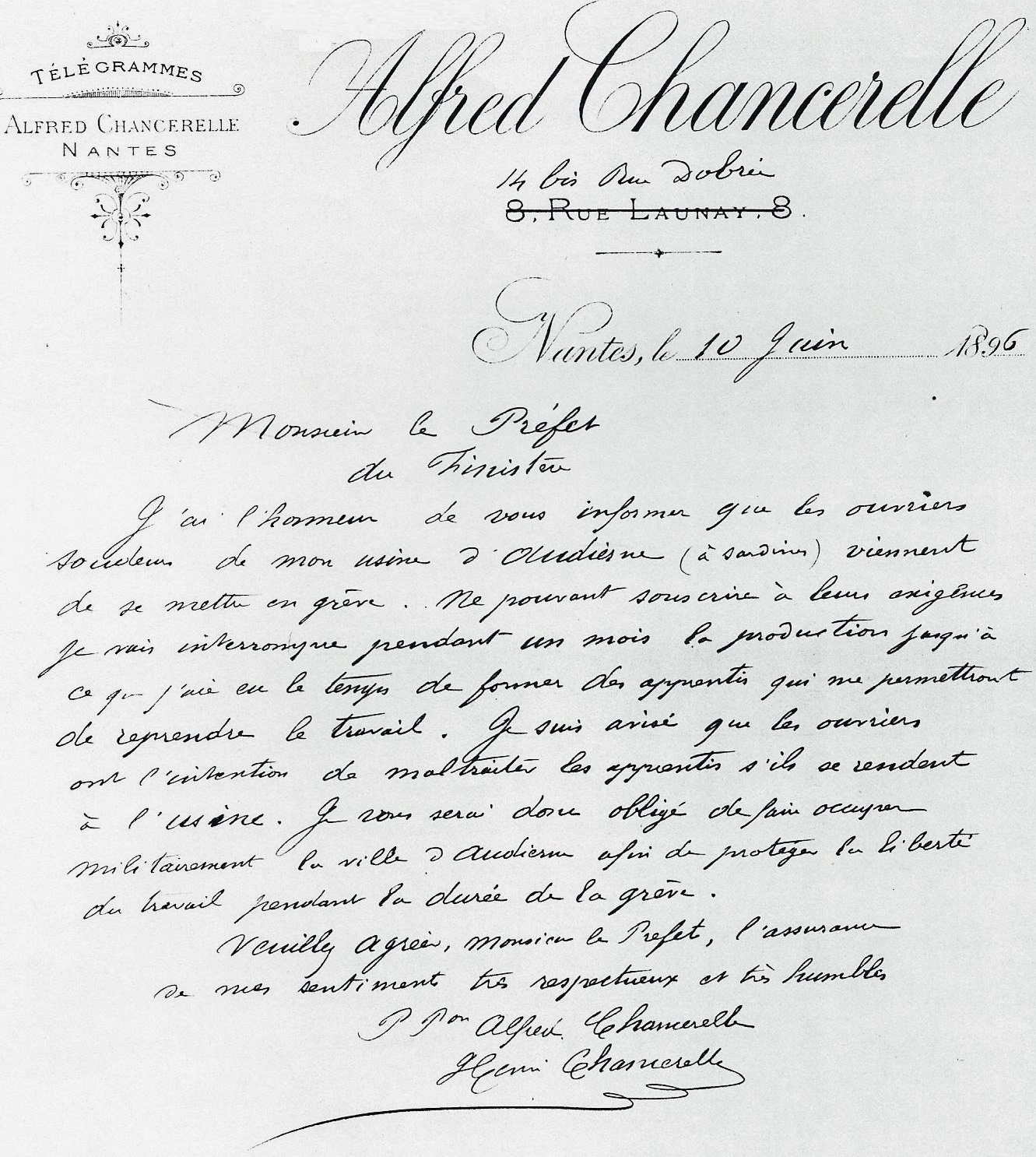
Lettre d'Alfred Chancerelle au préfet du Finistère annonçant le lock-out dans son usine d'Audierne en 1896.

La crise sardinière du début du XXe siècle fut dramatique à Audierne : elle commence en 1902 et dure jusqu'à la Première guerre mondiale en raison de la raréfaction de la sardine (même si 1904 et 1909 sont de moins mauvaises années que les autres) et est aggravée par les nombreux conflits sociaux liés surtout au refus par les ouvriers-soudeurs de l'introduction des machines à sertir auxquelles ceux-ci s'opposèrent vivement, ce qui provoqua plusieurs grèves, et, en représailles des lock-out patronaux.
En 1900 Audierne et Plouhinec concentrent 3 500 employés répartis dans 14 conserverie ; c'est alors la plus importante population ouvrière du sud du Finistère. Mme de Lécluse, dont le mari Henri de Lécluse (lequel est élu maire de Plouhinec en mai 1904) est le neveu du maire d'Audierne, met en place pendant l'hiver 1902-1903 un "fourneau économique" et crée dans son château de Locquéran un atelier de guipure au crochet, avec l'aide de Mademoiselle de Marmier qui lui envoie une dentellière chargée d'enseigner le véritable point d'Irlande aux ouvrières de Plouhinec et d'Audierne.
Le Journal écrit dans son numéro du 19 janvier 1903 : « La pleine misère sévit à Audierne (...) et tous les navrants tableaux qu'on puisse décrire ne donneront pas l'intensité de la triste réalité. Audierne renferme surtout beaucoup d'ouvriers soudeurs, et ce sont ces pauvres travailleurs qui sont le plus atteints par cette terrible crise sardinière. Le pêcheur a encore la mer, mais l'ouvrier soudeur, sans aucun travail ni espoir d'en avoir de sitôt, puisque les usines regorgent de boîtes, presque pour deux années, est le véritable "crève-de-faim" du littoral. Il y a plus de 300 soudeurs à Audierne ».

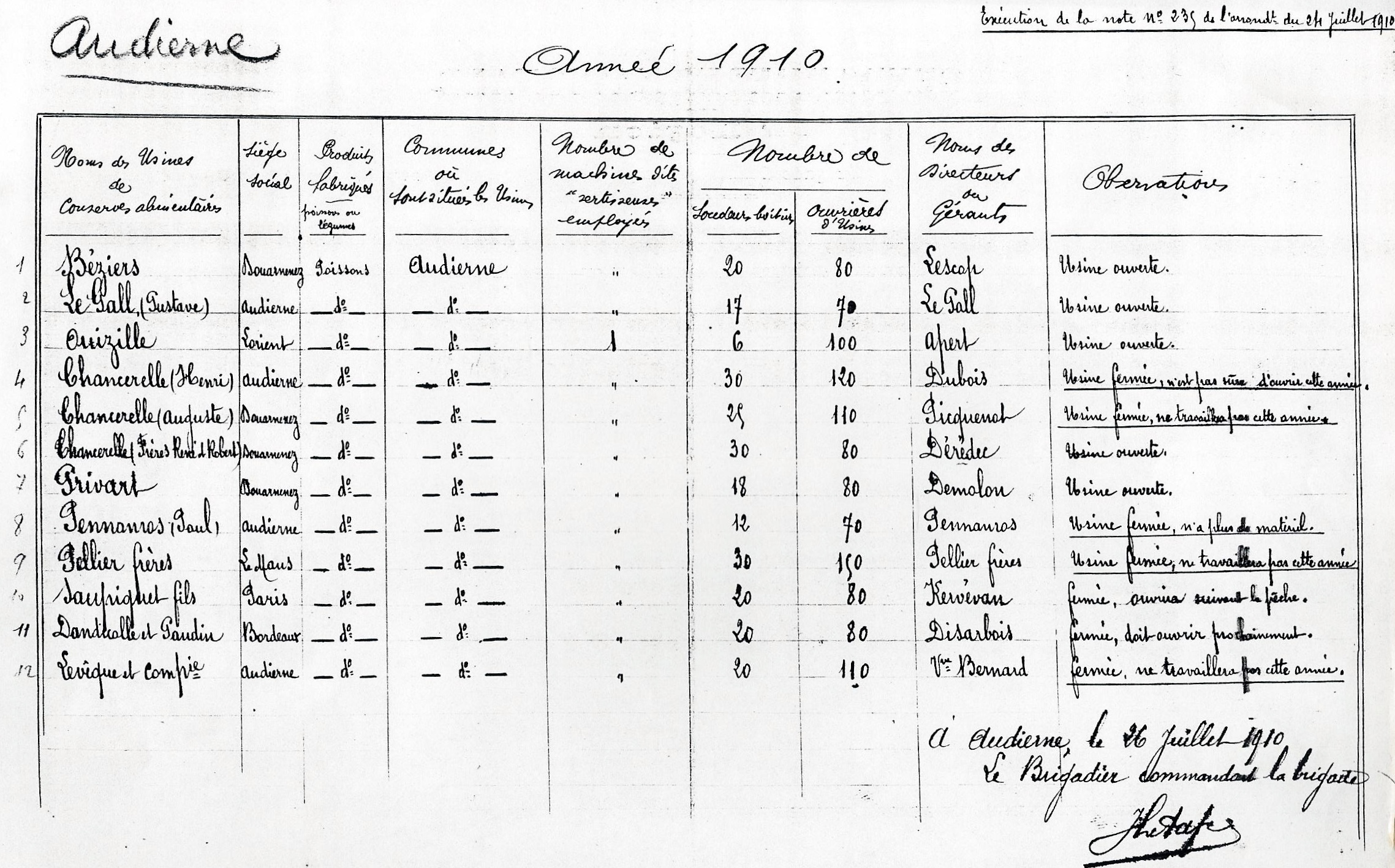
Audierne : état des conserveries en 1910

L'apogée de la flottille de pêche et de l'industrie de la conserve à Audierne et Poulgoazec se situe vers 1902 avec 16 usines et 656 bateaux armés pour la pêche cette année-là (c'est très tardif car pour l'ensemble de la France l'apogée de ces activités se situe vers 1880), travaillant jusqu'à 2 300 000 sardines par jour pendant la saison de pêche. En 1909, l'ensemble Audierne-Poulgoazec est encore le quatrième centre sardinier français derrière Chantenay, Concarneau et Douarnenez-Tréboul, employant encore 419 ouvriers soudeurs, en dépit de l'introduction des machines à sertir. En 1909, l'usine Chancerelle Henri employait lorsqu'elle était en pleine activité 190 ouvriers dont 40 soudeurs ; l'usine Pellier frères 180 ouvriers, dont 30 soudeurs : l'usine Chancerelle René et Robert 175 ouvriers, dont 45 soudeurs ; les usines Audigan, de Pénanros et de Lécluse respectivement 90, 82 et 67 ouvriers, etc.. Ces activités engendrèrent à Audierne un véritable paysage industriel, avec notamment de nombreuses cheminées d'usines, hautes de plus de 9 mètres.
Mais le déclin est net à partir de 1910 : par exemple les usines Pellier frères et de Pénanros ferment en 1910, celle de René Béziers poursuit son activité jusqu'en 1914, mais ferma également à cette date, en raison notamment de la concurrence espagnole et portugaise.

#### Le port de pêche dans la première moitié duXXesiècle

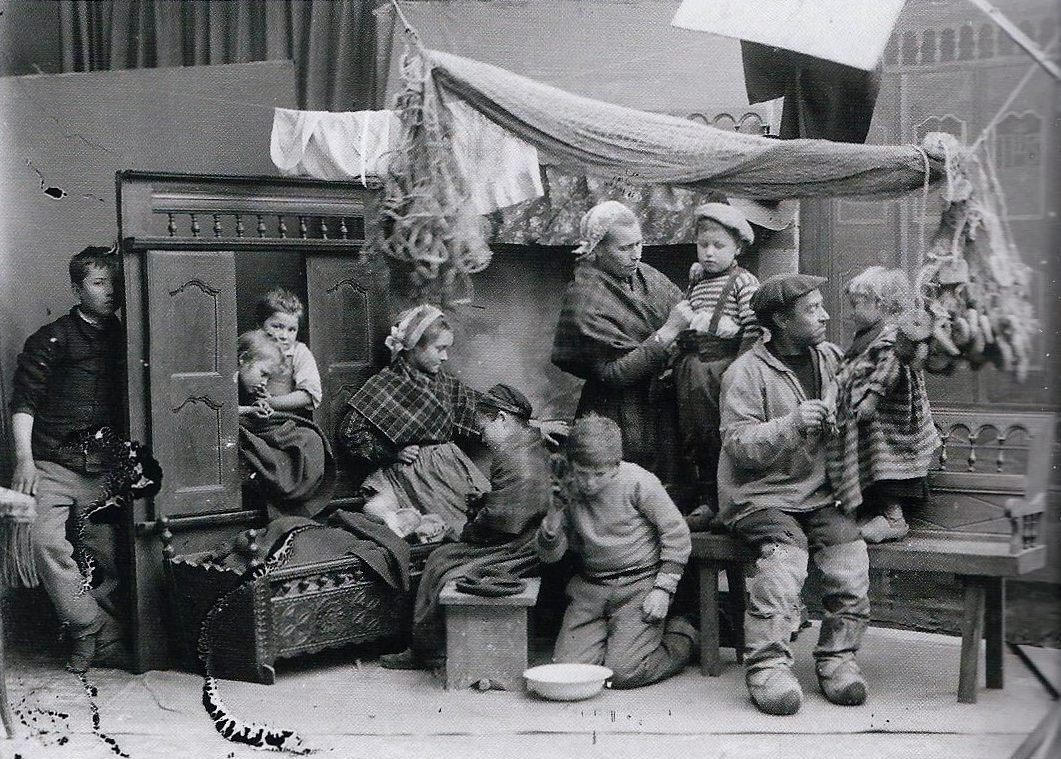
Une famille de pêcheurs d'Audierne au début du XXe siècle (photographie Joseph-Marie Villard)

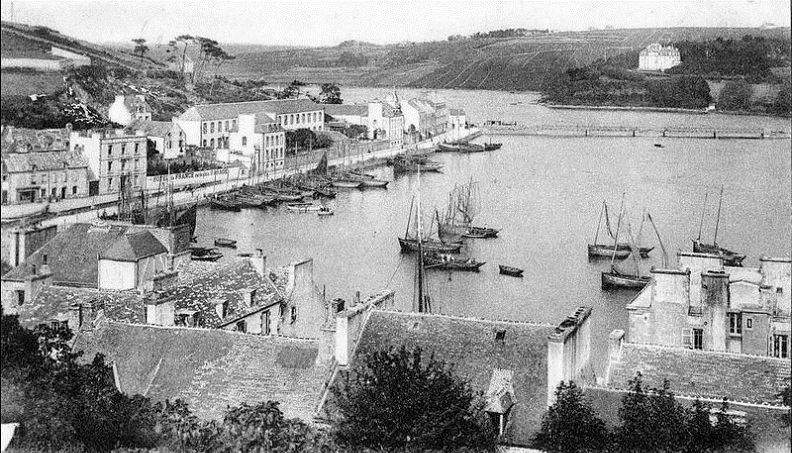
Le port d'Audierne vers 1900 (carte postale Léon et Lévy)

Le nombre des inscrits maritimes dans le quartier d'Audierne est en 1903 de 4 980 dont 1 012 à Audierne même, 1 025 à Plouhinec, 911 à Plogoff, 750 à Cléden-Cap-Sizun, 407 à l'Île de Sein, etc.

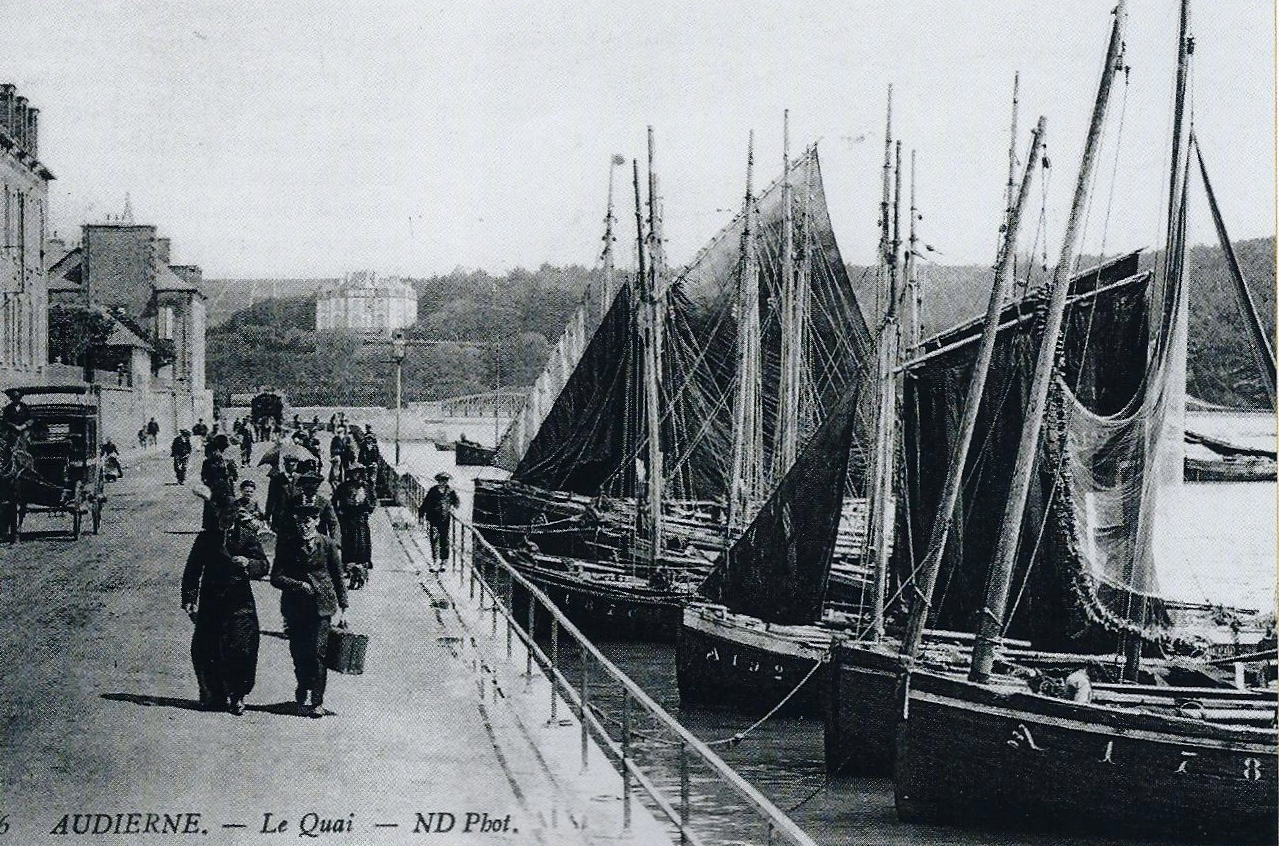
Quai du port d'Audierne au début du XXe siècle.

Le port d'Audierne est ainsi décrit en 1907 : « Le port d'Audierne est formé de deux parties bien nettes : le port proprement dit comprend (...) un grand quai (...) dans le prolongement de la RN 165, long de 460 mètres (...), ses terre-pleins sont empierrés, et 6 cales accolées au quai, pavées et mesurant 30 mètres sur 6 mètres en largeur, sauf la dernière, plus grande, qui sert au lancement du bateau de sauvetage. À 200 mètres environ en aval de l'extrémité des quais se trouve le vieux môle, ouvrage qui arrête partiellement la propagation dans le chenal de la lame du large. (...) Le chemin de halage qui longe le chenal d'accès commence au vieux môle. Il se compose pour partie d'une passerelle métallique de 126 mètres de longueur franchissant l'anse des Capucins (...). Il a une longueur de 688 mètres et se termine au môle de la pointe du Raoulic, qui s'avance sur 214 mètres dans la mer ».
L'accès au port était difficile et dangereux : « Actuellement, un bateau qui veut entrer à Audierne doit attendre au large que la barre d'entrée du Goyen soit franchissable. Puis, dès que la hauteur d'eau devient suffisante pour lui permettre de passer au-dessus d'elle et que le temps est favorable, il s'engage dans le chenal et remonte sans obstacle, en se faisant haler au besoin, jusque vers le milieu du banc des Capucins. Arrivé là, il lui faut attendre à nouveau que la hauteur d'eau au-dessus de ce banc soit suffisante pour le franchir. Ce n'est qu'alors qu'il peut reprendre sa marche pour entrer dans le port lui-même par ses propres moyens, sans pouvoir d'ailleurs se faire haler à partir de cet endroit par suite de la non continuation du chemin de halage (...). En définitive, ce n'est qu'au bout de 2 heures de flot au moins qu'[une barque] pourra gagner le port. Pour la sortie, elle devra quitter le port dès ma mi-marée ».
Les bateaux de pêche entraient dans le port d’Audierne à mi-marée montante, afin de choisir, en l’absence de criée, le mareyeur proposant le meilleur prix ; si, par téléphone, un mareyeur d’un autre port proposait un prix plus avantageux pour les langoustes et les homards (les tourteaux étaient alors délaissés et rejetés en mer), le bateau repartait aussitôt. À marée basse, les bateaux et leur pêche étaient prisonniers du port en raison de son assèchement complet. Le gain de la marée était partagé par l’équipage : sur un langoustier, les trois marins à bord avaient droit à une part, le propriétaire du bateau à une part (à deux parts si le bateau était ponté), le mousse à une demi-part (de nos jours, le patron propriétaire d’un bateau reçoit la moitié de la valeur de la marée).
Les langoustiers, désarmés à partir du mois d’octobre, passaient l’hiver à Audierne, à l’abri dans la ria du Goyen.
Le journal L'Ouest-Éclair du 19 octobre 1924 écrit : « L'important port de pêche d'Audierne présente depuis quelque temps une animation extraordinaire, c'est que la pêche donne en plein, la pêche à la sardine surtout. Aujourd'hui 450 bateaux environ y prennent part. Ce sont ceux d'Audierne, auxquels sont venus s'ajouter ceux du Guilvinec et de Douarnenez. Le port présente un coup d'œil magnifique et le quai une animation extraordinaire. Les 12 usines de conserves alimentaires travaillent à plein rendement et les mareyeurs aussi. Les trains et camions automobiles sont bondés de poissons expédiés sur les différents centres de l'intérieur. Hier soir les pêcheurs débarquaient de la sardine si grosse que jamais, au dire des plus anciens, ils n'en avaient vus de pareilles, elle était du moule de 90  à   95 millimètres. Les maquereaux sont aussi pêchés en quantités considérables, ainsi que les anchois et poissons divers. Les bateaux qui étaient armés pour la pêche aux crustacés et tourteaux (Audierne et Poulgoazec) ont débarqué leurs casiers pour les remplacer par des filets à sardines».
Le 12 septembre 1929, le langoustier Chopine-Bihen, d'Audierne, est abordé et coulé au large du phare d'Ar-Men par le vapeur anglais Porthleven ; les cinq hommes de l'équipage, jetés à la mer, furent secourus par le navire abordeur, mais le patron, François Moullec, disparut en mer.
Dans la décennie 1930, Audierne est le premier port breton pour le crabe et le second, derrière Camaret, pour la langouste et le homard. En 1937, le journal L'Ouest-Éclair écrit :

« La pêche principale dans les ports du quartier d'Audierne : Poulgoazec, Île de Sein, Plogoff, Poulhan, etc., dont plusieurs sont de simples criques, c'est la pêche aux crustacés que font, aux casiers, quelque 340 bateaux, montés par plus de 2 000 hommes. Ces langoustiers font aussi la sardine en été. L'on compte 200 marins pêchant surtout le merlan et 200 maquereautiers. (...). Le nombre de familles de pêcheurs est d'environ 1 500. Celles du Cap, de Plouhinec, de Plozévet possèdent généralement un lopin de terre et souvent les femmes travaillent à l'usine de conserves. Durant l'hiver quelques marins vont naviguer au commerce. (...) »

#### Le port de commerce au début duXXesiècle
Le port de commerce d'Audierne a eu, entre 1890 et 1906, un trafic moyen de 7 850 tonnes à l'importation (dont 2 858 tonnes de charbon, 890 tonnes de goudrons et résines, 769 tonnes de bois, 670 tonnes de matériaux de construction, 570 tonnes de vins, 533 tonnes de céréales, 352 tonnes d'engrais, etc.) et de 4 188 tonnes à l'exportation (dont 1 736 tonnes d'engrais, 540 tonnes de conserves, 514 tonnes de céréales, etc.).

#### La Première Guerre mondiale
Le monument aux morts d'Audierne porte les noms de 163 soldats morts pour la France pendant la Première Guerre mondiale ; parmi eux 13 au moins sont des marins disparus en mer, par exemple Théodore Priol, disparu le 18 mars 1915 dans le naufrage du cuirassé Bouvet; deux au moins (Paul Carval, tué le 24 octobre 1914 à Caeskerque et Jean Courté, fusilier marin, tué le 12 novembre 1914 à Dixmude) décédèrent sur le front belge lors de la Course à la mer, trois moururent alors qu'ils étaient membres de l'Armée française d'Orient comme Alexandre Le Coz, pilote d'hydravion, décédé le 7 août 1917 à Salonique des suites de ses blessures dues à un accident d'amerrissage et Allain Fichoux, tué le 26 juin 1915 lors de l'expédition des Dardanelles ; la plupart des autres sont des soldats décédés sur le sol français, à l'exception de Jean Kersalé, tué le 13 novembre 1914 lors de la bataille d'Elhri (Maroc) et de Jean Kerloch, décédé le 14 février 1916 à Port-Saïd (Égypte) à bord du cuirassé Jauréguiberry.
Pierre Autret, né en 1886 à Audierne, soldat au 219e régiment d'infanterie, fut fusillé pour l'exemple, le 25 novembre 1916 à Belleray (Meuse) pour « rébellion ».
Deux bateaux d'Audierne, Jolie Brise et Providence de Dieu furent coulés par un sous-marin allemand le 1er avril 1917 ; les naufragés firent 19 victimes qui laissèrent 43 orphelins.

#### L'Entre-deux-guerres
En 1921, la population atteint son maximum démographique avec 4 151 habitants.
Le journal Ouest-Éclair indique en novembre 1925 que « la tempête qui sévit depuis dix jours sur nos côtes a ramené des amendements marins à terre en grande quantité. (...) À Audierne, des centaines de mètres cubes sont ramassés chaque jour et charroyés immédiatement pour fumer les terres ».

#### La Seconde Guerre mondiale
Dès l'Occupation, les Allemands s'installèrent dans l'école Saint-Joseph.
Le monument aux morts d'Audierne porte les noms de 65 personnes mortes pour la France pendant la Seconde Guerre mondiale ; parmi elles 11 au moins sont des marins disparus en mer, par exemple Jean Priol, né le 24 mai 1923 à Audierne, engagé à 17 ans dans les Forces françaises libres, disparu le 18 février 1942 lors du naufrage du sous-marin Surcouf. Plusieurs marins audiernais, dont Jean Le Bescq et Emile Cosquer, qui étaient à bord du cuirassé Bretagne, furent victimes le 3 juillet 1940 de l'attaque anglaise contre la base navale de Mers el-Kébir.
Le 19 juin 1940, le bateau Ar Zenith, qui assurait les liaisons entre Audierne et l'île de Sein, commandé par Jean-Marie Menou, quittait clandestinement Audierne pour rejoindre l'île de Sein et de là, rejoindre l'Angleterre ; parmi les passagers partis d'Audierne, 12 hommes d'Audierne (dont les deux frères Jacques et Alexis Le Gall), 4 d'Esquibien, 6 de Meilars, 5 chasseurs alpins et deux autres personnes, sans compter ceux qui embarquèrent à l'île de Sein.
Lors d'une rafle le 2 janvier 1944, Henri Scudeller, de Plouhinec, est tué sous les yeux de sa fiancée deux jours avant leur mariage par une patrouille allemande lors d'un bal clandestin à l'hôtel des Dunes à Audierne. Lors de cette même rafle, 8 jeunes hommes, tous originaires du Cap Sizun (Robert Lozach, Simon Kevarec, René Bigot, Jean Donnart, Jean Bontonnou, René Le Goff, Yves Le Donche, René Marcel Le Bourhis) sont pris et déportés, tous mourront dans des camps de concentration. Un autre habitant d'Audierne, Sylvestre Le Borgne, fut déporté au camp de concentration de Buchenwald où il mourut le 31 mars 1944.
Après avoir échappé plusieurs fois à des arrestations, Pierre Brossolette veut rentrer à Londres pour présenter au général de Gaulle le nouveau délégué général du CFLN auprès du CNR, Émile Bollaert. Brossolette et Bollaert décident de rentrer par bateau. Le 3 février 1944, partant de L'Île-Tudy, la pinasse le Jouet des Flots qui doit les conduire à une frégate britannique au large de l'île de Sein fait naufrage à cause du mauvais temps près de la pointe du Raz, s'échouant à Feunteun Aod en Plogoff. Les deux chefs de la Résistance ainsi qu'une trentaine d'hommes, marins et aviateurs alliés échouent sur la côte, où ils sont accueillis par des Résistants. Parmi ces derniers figuraient en particulier Yves Le Hénaff et Edmond Jouhaud. Lors d'un barrage de routine, alors qu'ils arrivent à Audierne dans une voiture à gazogène, ils sont dénoncés par une collaboratrice, contrôlés par un poste volant de la Wehrmacht à Plouhinec et emmenés dans la prison Jacques-Cartier de Rennes, siège de la Kommandantur locale.
Plusieurs résistants FFI originaires d'Audierne sont décédés lors de combats contre les Allemands, par exemple Louis Marzin, tué le 28 juin 1944 à Esquibien, Jean Bigot et Joseph Nirma, résistants du secteur de Pont-Croix, tués lors des combats pour la libération d'Audierne le 6 août 1944 contre les Allemands qui, à l'approche des troupes américaines, avaient abandonné la ville le 5 août 1944, endommageant par des mines qu'ils firent exploser avant leur départ les quais du port mais tenaient encore la batterie de Lezongar en Esquibien et tentaient de reprendre la ville. Ces combats firent aussi une victime civile (Jean Menou, tué sur le quai Camille-Pelletan). Gabriel Claquin est tué le 20 août 1944 à Douarnenez. Un autre résistant, Emmanuel Brusq fut fusillé par les Allemands le 21 avril 1944 sur la plage de Poulguen en Penmarc'h.
Charles Le Borgne, résistant FFL, faisant partie de la 1re division française libre, fut tué le 1er juin 1942 à Bir-Hakeim (Libye) ; un autre résistant FFL, Yves Bourdon, membre du Bataillon de marche n° 1, est mort le 22 mars 1942 à Niangara (Congo).
Un groupe de résistance, dirigé par Yves Le Meur, membre du réseau "Front national" fut actif à Audierne en 1944.
Pendant la Seconde Guerre mondiale, les autorités du régime de Vichy établirent à Poulgoazec un centre de rassemblement des étrangers.

#### L'après-Seconde-guerre-mondiale
Sept soldats originaires d'Audierne (Jean Betrom, Maurice Carval, René Cozan, Jean Guillou,H. Saouzanet, P. Tiec, Pierre Urcun) sont morts lors de la guerre d'Indochine, deux pendant la guerre d'Algérie (Germain Ansquer et François Le Meur).
Les "Viviers d'Audierne", construits en 1947, comptent 12 bassins de 100 mètres de long directement alimentés en eau de mer, et sont spécialisés dans les crustacés, notamment le homard. Pendant la décennie 1950, Audierne est le 5e port thonier français, mais les pêches traditionnelles à la sardine et au maquereau périclitent, ce déclin s'accentuant les décennies suivantes : le nombre des pêcheurs audiernais passe de 1 500 en 1957 à 750 en 1965 et à 258 en 2003, la décennie 1990 voyant le déclin du port s'accentuer en raison de son accès difficile et de son ensablement chronique qui le pénalisent de plus en plus face à l'accroissement de la taille des bateaux. En 1976, une halle à marée, avec une nouvelle criée, est construite sur une anse comblée de l'estuaire du Goyen, côté Poulgoazec ; une glacière et des entreprises portuaires s'installent à proximité. Le port joue désormais la carte de la pêche fraîche (bar de ligne, lotte, sole, turbot, lieu jaune, crustacés, ..).
L'École d'apprentissage maritime d'Audierne ouvre en 1964 ; elle a fermé en 1995.
La construction en 1972 du nouveau pont sur le Goyen rend désormais impossible la remontée du Goyen en direction de Pont-Croix pour la plupart des bateaux.

### LeXXIesiècle
Le déclin des petits commerces de centre-ville, un problème que rencontre de nombreuses villes moyennes, est net, comme l'illustre la fermeture du dernier commerce, une mercerie, de la rue Danton (anciennement appelée rue Double) en février 2019. Cette rue accueillait au début de la décennie 1980 18 commerces (une crêperie, une parfumerie, une boulangerie, un magasin de jouets, un magasin de modes, un salon de coiffure, une laverie-pressing, un opticien, un café, etc..).

## Politique et administration
La commune accueille le siège de la communauté de communes du Cap-Sizun - pointe du Raz.

### Liste des maires
| Période                                  | Période          | Identité                                      | Étiquette    | Qualité                                                                           |
| ---------------------------------------- | ---------------- | --------------------------------------------- | ------------ | --------------------------------------------------------------------------------- |
| Les données manquantes sont à compléter. |                  |                                               |              |                                                                                   |
| 1790                                     | 1791             | Edmond-Auguste Cosmao-Dumanoir                |              |                                                                                   |
| 1791                                     | 1797             | Michel Gloaguen                               |              | Perruquier.                                                                       |
| 1797                                     | 1801             | Michel Pelle                                  |              |                                                                                   |
| 1801                                     | 1816             | Joseph Guezno de Botsey                       |              | Notaire.                                                                          |
| 1816                                     | 1825             | Pierre Henri Porlodec de Lanvarzin            |              | Enseigne de vaisseau.                                                             |
| 1825                                     | 1848             | Jean-Pierre Merle de Penguily                 |              | Avocat à Quimper.                                                                 |
| 1848                                     | 1848             | Dominique Louarn                              |              | Médecin.                                                                          |
| 1848                                     | 1857             | Jean-Pierre Merle de Penguily                 |              | Déjà maire entre 1825 et 1848.                                                    |
| 1857                                     | 1871             | Séverin-Louis-Marie-Michel Le Duff de Mesonan |              | Chef d'escadron d’État-major. Député, puis sénateur.                              |
| 1871                                     | 1898             | Amédée de Lécluse-Trevoëdal                   |              | Conseiller général du Finistère, propriétaire du château de Locquéran à Plouhinec |
| 1898                                     | 1908             | Émile de Lécluse-Trévoëdal                    |              | Frère d'Amédée de Lécluse-Trevoëdal, maire précédent                              |
| 1908                                     | 1915             | Jean Michel Le Bars                           |              | Marin.                                                                            |
| 1915                                     | 1917             | Louis Breneol                                 |              | Lieutenant des douanes.                                                           |
| 1917                                     | 1918             | Jean-Michel Cariou                            |              |                                                                                   |
| 1918                                     | 1927             | Jean-Michel Le Bars                           |              | Déjà maire entre 1908 et 1915.                                                    |
| 1927                                     | 1935             | Yves Queffelec                                | SFIO         |                                                                                   |
| 1935                                     | 1944             | Jean Jaffry                                   |              | Second-maître.                                                                    |
| 1944                                     | 1945             | Georges Plouhinec                             |              | Colonel.                                                                          |
| 1945                                     | 1960             | Francis Postic                                | PCF          | Douanier.                                                                         |
| 1960                                     | 1963             | Alain Kervevan                                | PS           |                                                                                   |
| 1963                                     | 1983             | Jean Cabillic                                 | SE           |                                                                                   |
| 1983                                     | 1995             | Jean Normant                                  | PS           |                                                                                   |
| 1995                                     | 2008             | Jean-Paul Coatmeur                            | RPR puis UMP |                                                                                   |
| mars 2008                                | mars 2014        | Jacqueline Donval                             | PS           | Conseillère générale 2004-2011                                                    |
| mars 2014                                | 1er janvier 2016 | Joseph Evenat                                 | DVD          | Retraité.                                                                         |

| Période          | Période  | Identité        | Étiquette | Qualité                       |
| ---------------- | -------- | --------------- | --------- | ----------------------------- |
| 1er janvier 2016 | mai 2020 | Joseph Evenat   | DVD       | Retraité                      |
| mai 2020         | En cours | Gurvan Kerloc'h | SE        | Attaché principal territorial |

### Instances judiciaires et administratives
Audierne relève du tribunal d'instance de Quimper, du tribunal de grande instance de Quimper, de la cour d'appel de Rennes, du tribunal pour enfants de Quimper, du conseil de prud'hommes de Quimper, du tribunal de commerce de Quimper, du tribunal administratif de Rennes et de la cour administrative d'appel de Nantes.
La commune accueille la brigade de proximité de la circonscription de gendarmerie et un bureau de poste.

### Jumelages
Au 8 août 2015, Audierne est jumelée avec :
- Penryn (Royaume-Uni) depuis 1973 ;
- Hattingen (Allemagne) depuis 1976.

## Population et société

### Démographie
| 1793  | 1800  | 1806 | 1821  | 1831  | 1836  | 1841  | 1846  | 1851  |
| ----- | ----- | ---- | ----- | ----- | ----- | ----- | ----- | ----- |
| 1 095 | 1 017 | 965  | 1 237 | 1 333 | 1 422 | 1 446 | 1 485 | 1 571 |

| 1856  | 1861  | 1866  | 1872  | 1876  | 1881  | 1886  | 1891  | 1896  |
| ----- | ----- | ----- | ----- | ----- | ----- | ----- | ----- | ----- |
| 1 541 | 1 663 | 1 805 | 1 776 | 2 145 | 2 561 | 3 050 | 3 401 | 4 378 |

| 1901  | 1906  | 1911  | 1921  | 1926  | 1931  | 1936  | 1946  | 1954  |
| ----- | ----- | ----- | ----- | ----- | ----- | ----- | ----- | ----- |
| 4 677 | 4 706 | 4 690 | 4 183 | 4 196 | 3 922 | 3 777 | 4 073 | 3 903 |

| 1962  | 1968  | 1975  | 1982  | 1990  | 1999  | 2006  | 2011  | 2013  |
| ----- | ----- | ----- | ----- | ----- | ----- | ----- | ----- | ----- |
| 3 782 | 3 794 | 3 517 | 3 033 | 2 746 | 2 471 | 2 321 | 2 153 | 2 159 |

### Manifestations culturelles et festivités
Le pardon d'Audierne est célébré durant les vacances d'été vers la fin du mois d'août.

### Cultes
Culte catholique
La paroisse catholique d'Audierne fait partie de l'ensemble paroissial du Cap-Sud dans le doyenné Cap-Sizun, Douarnenez, Haute-Bigoudénie (Diocèse de Quimper et Léon).

## Économie

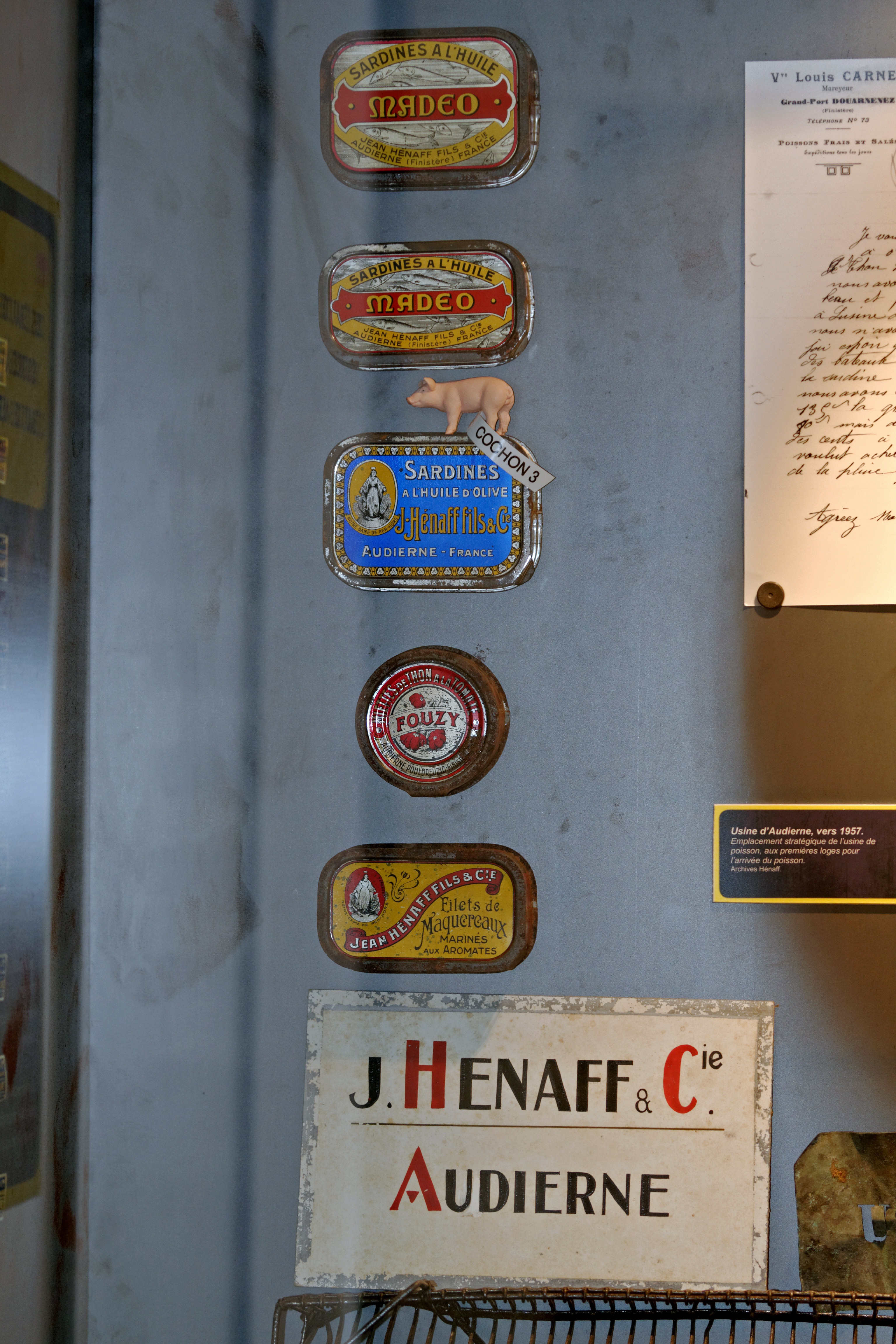
Conserverie Jean Hénaff & Cie de 1919 à 1979.

Au XIVe siècle, la pêche côtière offre des ressources abondantes, consommées sur place (poisson frais), en salaison, en fumaison ou encore séchage.
La morue de Terre-Neuve attirera nombre de pêcheurs d'Audierne à partir du XVe siècle.
Les échanges commerciaux sont réguliers entre Audierne et le reste de l'Europe (Pays-Bas et Espagne surtout, mais aussi Belgique, Angleterre), et l'on trouve dans le relevé des cargaisons du sel et du poisson à l'aller, et au retour des toiles, du vin, des épices… La flottille d'Audierne pratique le cabotage le long des côtes françaises.

### Le port de pêche
Le port de pêche est géré par la Chambre de commerce et d'industrie de Quimper Cornouaille.
La criée est située sur l'estuaire du Goyen côté Poulgoazec sur la commune de Plouhinec, une glacière et des entreprises portuaires y sont associés
En 2018, la criée d'Audierne a commercialisé 1 167 tonnes de poissons pour une valeur de 7 460 000 euros.
En 2020 922 tonnes ont été débarquées au port de pêche d'Audierne contre 1 108 tonnes en 2019. Le cours moyen s'est élevé à 7,38 € le kilo, ce qui en fait le deuxième port français en prix moyen du poisson frais car Audierne reste avant tout un lieu de débarquement de poissons nobles (bar, dorade, saint-pierre, lotte, lieu jaune, raie, sole, ..).

### Le port de plaisance
En 1987, Audierne construit un port de plaisance qui a une capacité d'accueil de 232 places, .
Le vieux gréement Cap-Sizun, réplique d'un sloop langoustier de la décennie 1930, y a son port d'attache.

### Le Tourisme
Aujourd'hui, l'économie se développe principalement autour du tourisme.
La ville, ses plages, son port de pêche et de plaisance, la desserte de l'île de Sein au départ du port de Sainte-Evette à Esquibien sont les atouts que les visiteurs apprécient. Audierne fait aussi partie du Cap sizun avec de nombreux chemins de randonnée dont le GR34 et est située sur la route du site national de la Pointe du Raz classé Grand site de France.
À Audierne, le taux de résidences secondaires pour l’année 2018 est de 43,3%.

## Culture locale et patrimoine

### Lieux et monuments
Aux XVIe et XVIIe siècles, on remarque les imposantes maisons des armateurs et des marchands. Le vieux centre piétonnier est notamment composé de l'église Saint-Joseph et de l'église Saint-Raymond classée Monument historique.
- Le Stum et la rivière :
  - La rivière du Goyen ;
  - Le Youtar et l'ancienne Gare ;
  - Le château de Keristum et le bois de L'Écluse ;
  - L'anse du Suguensou et le pont Physique ;
  - Le pont d'Audierne et ses guideaux ;
- Le vieux centre d'Audierne :
  - Les rues Laënnec et Danton ;
  - Les venelles et l'église Saint-Raymond ;
  - Le musée maritime du Cap-Sizun ;
  - Le marché (mercredis et samedis matin seulement) ;
  - Les quais Jean-Jaurès et Anatole France ;
- L'anse des Capucins :
  - Le couvent et son enclos ;
  - Le vieux môle et l'abri du marin ;
  - La passerelle et la petite plage ;
- Le chenal du port d'Audierne :
  - Le chemin de halage et les viviers ;
  - Le môle du Raoulic et son phare ;
  - Le mât Fénoux ;
- La grande plage d'Audierne :
  - La plage de Trescadec et son phare;
  - Le phare de Kergadec.

### Vieux gréement
Le Cap Sizun est un cotre langoustier reconstruit à Audierne en 1990, qui prend la mer régulièrement : balades en été, participation aux manifestations de rassemblement des gréements traditionnels à Douarnenez et Brest, etc.

### Tableaux représentant Audierne
De nombreux peintres ont représenté Audierne et ses environs. Parmi eux :
- Léon Sonnier : L'avant-port d'Audierne (vers 1900) ; Soir de pardon dans la Baie d'Audierne (fin XIXe siècle).
- Paul Adhémar-Bellanger (1868-1948) : Le quai d'Audierne (1906).
- Jan Rubczak (1888-1942) : Le port d'Audierne (1912) ; Audierne (1914, musée national de Varsovie).
- Lucien Simon : Le quai d'Audierne (1922, Colmar, musée d'Unterlinden).
- Albert Marquet : Le port d'Audierne (1928, collection particulière) ;
- Marius Borgeaud a peint quelques toiles à Audierne en 1923 ;
- Henri Royer a aussi séjourné un temps à Audierne, peignant notamment Prière à Saint-Tugan, Bretonnes en prière dans l' église de Saint-Tugen, Ex-voto,' 'Les frères Kerisit ;
- Bernard Buffet : Audierne, le fond du port et la place du marché (Galerie Maurice Garnier, Paris).
- Émile Simon : Environs d'Audierne, huile sur panneau, vendue 2 200 € à l'hôtel des ventes Bretagne-Atlantique de Quimper en 2013[93] ;
- Jacques Humblot : Le sémaphore d'Audierne (1938)[94] ;
- Alexis Gritchenko : Le port d'Audierne (1933, Centre Pompidou, Paris) ;
- Friedrich Becker (tué le 31 août 1944 à Saint-Nic), douanier allemand en poste à Audierne en 1943 et 1944, a peint de nombreux tableaux de la région[95] ;
- Jean Chapin : Audierne, collection du Centre national des arts plastiques.
- Pierre Savigny de Belay : Le port d'Audierne (1936).

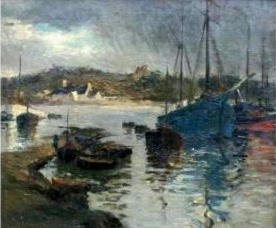
Léon Sonnier : L'avant-port d'Audierne (vers 1890).
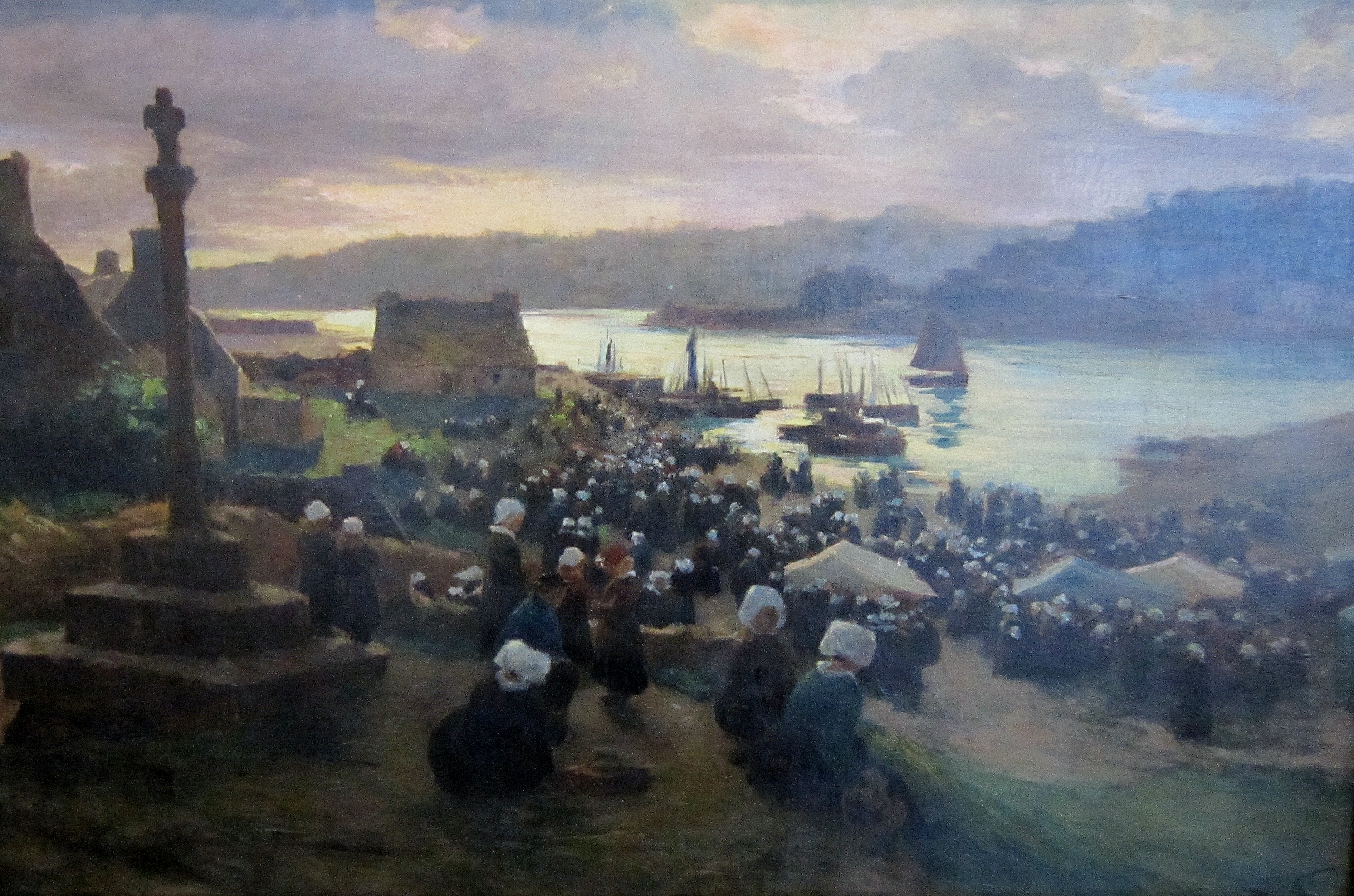
Léon Sonnier : Soir de pardon dans la Baie d'Audierne (fin XIXe siècle).
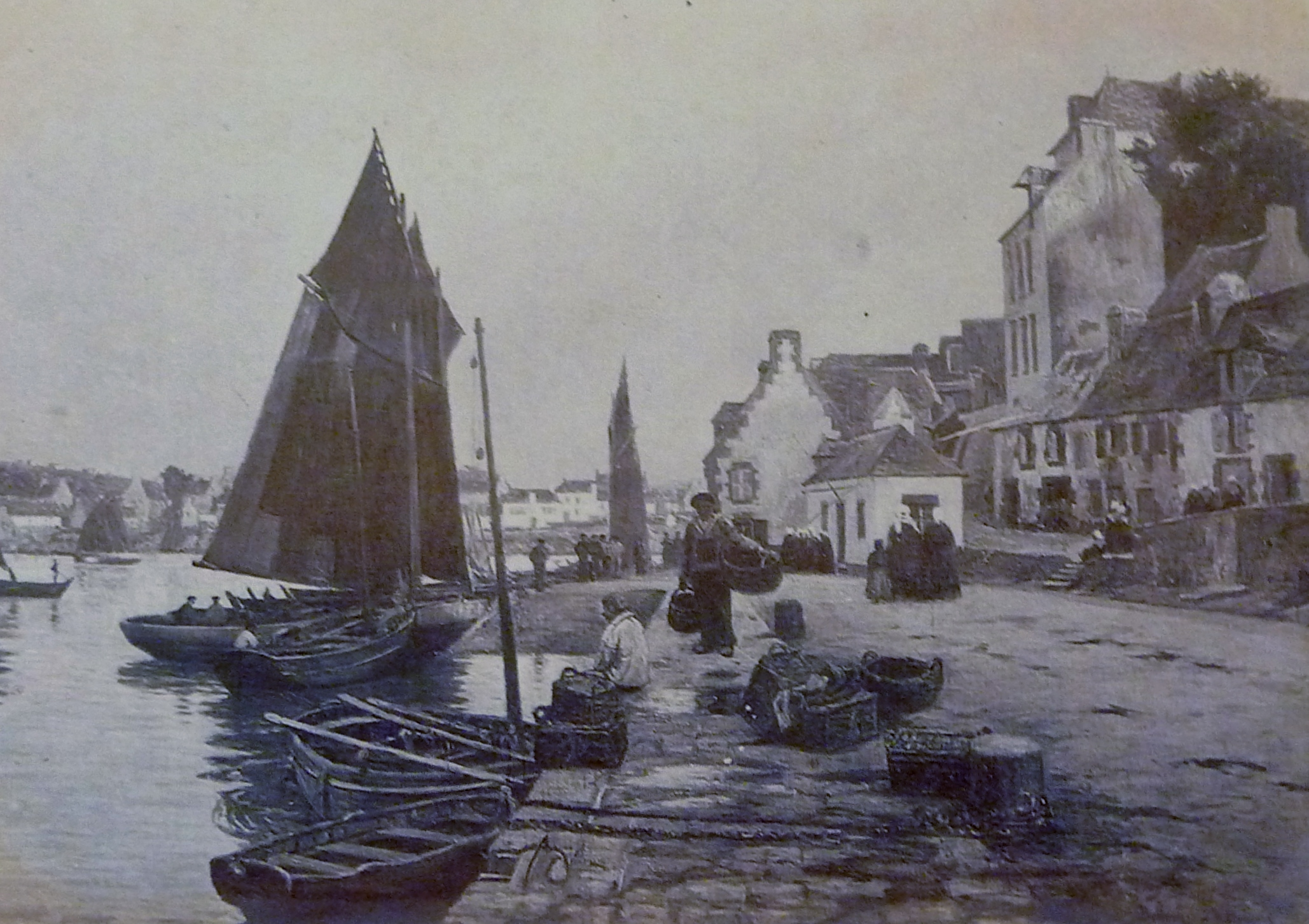
Paul Adhémar-Bellanger : Le quai d'Audierne (1906) [photographie en noir et blanc d'un tableau de ce peintre].
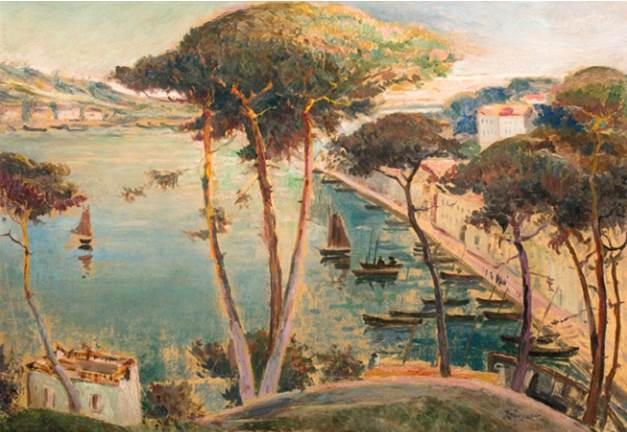
Jan Rubczak : Le port d'Audierne (1912, Musée national de Varsovie).
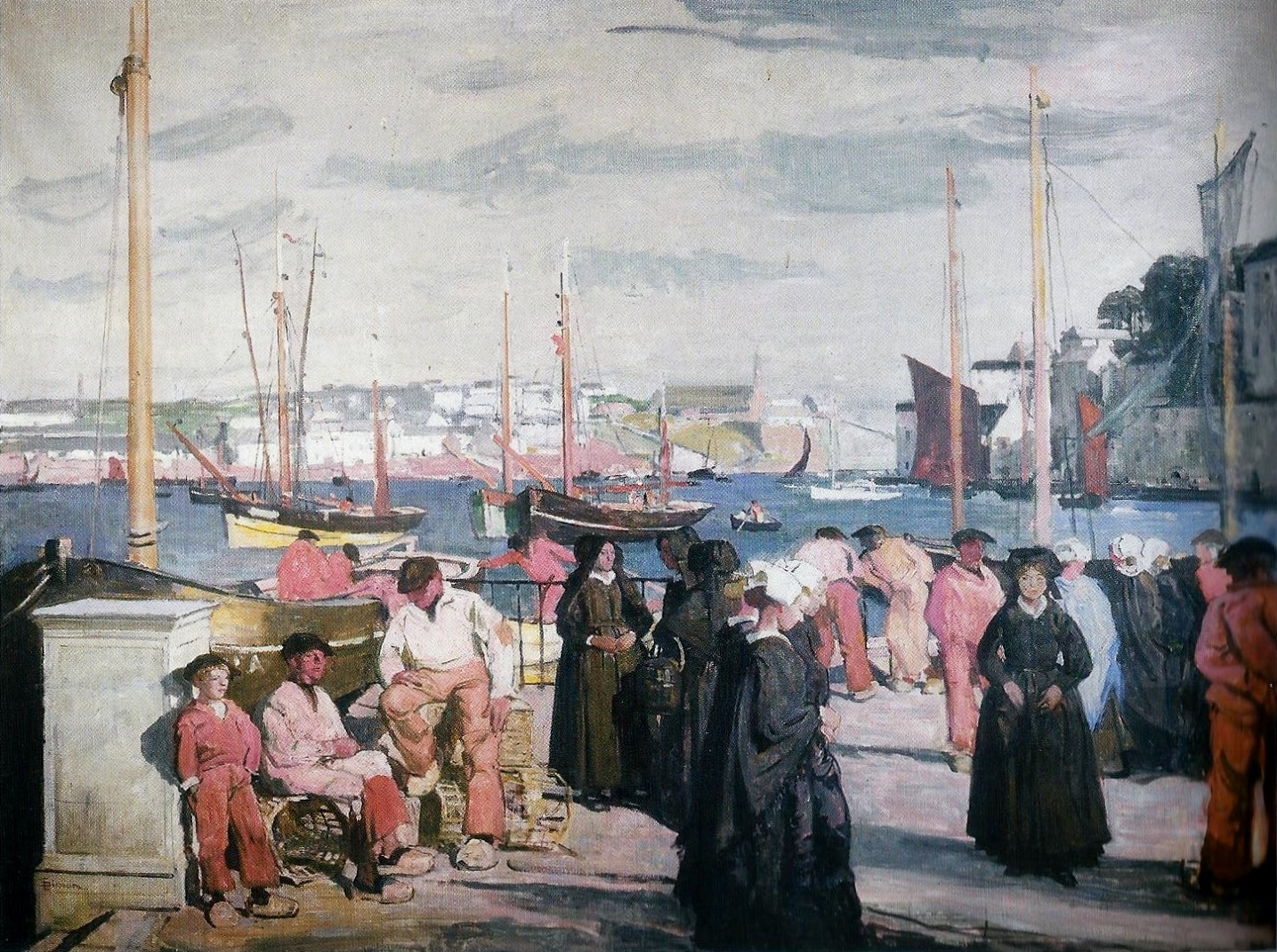
Lucien Simon : Le quai d'Audierne (1922, Colmar, musée d'Unterlinden).
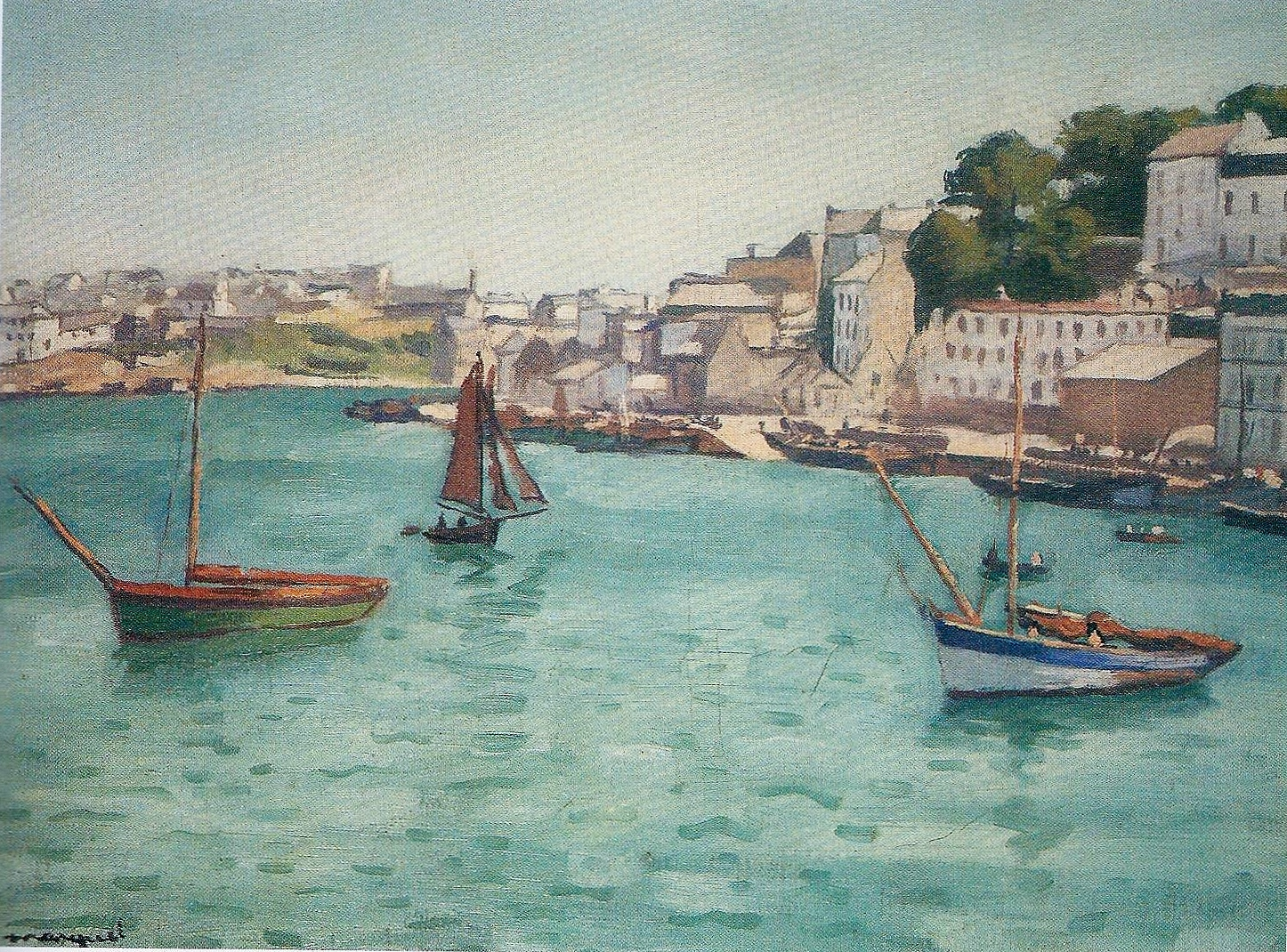
Albert Marquet : Le port d'Audierne (1928, collection particulière).
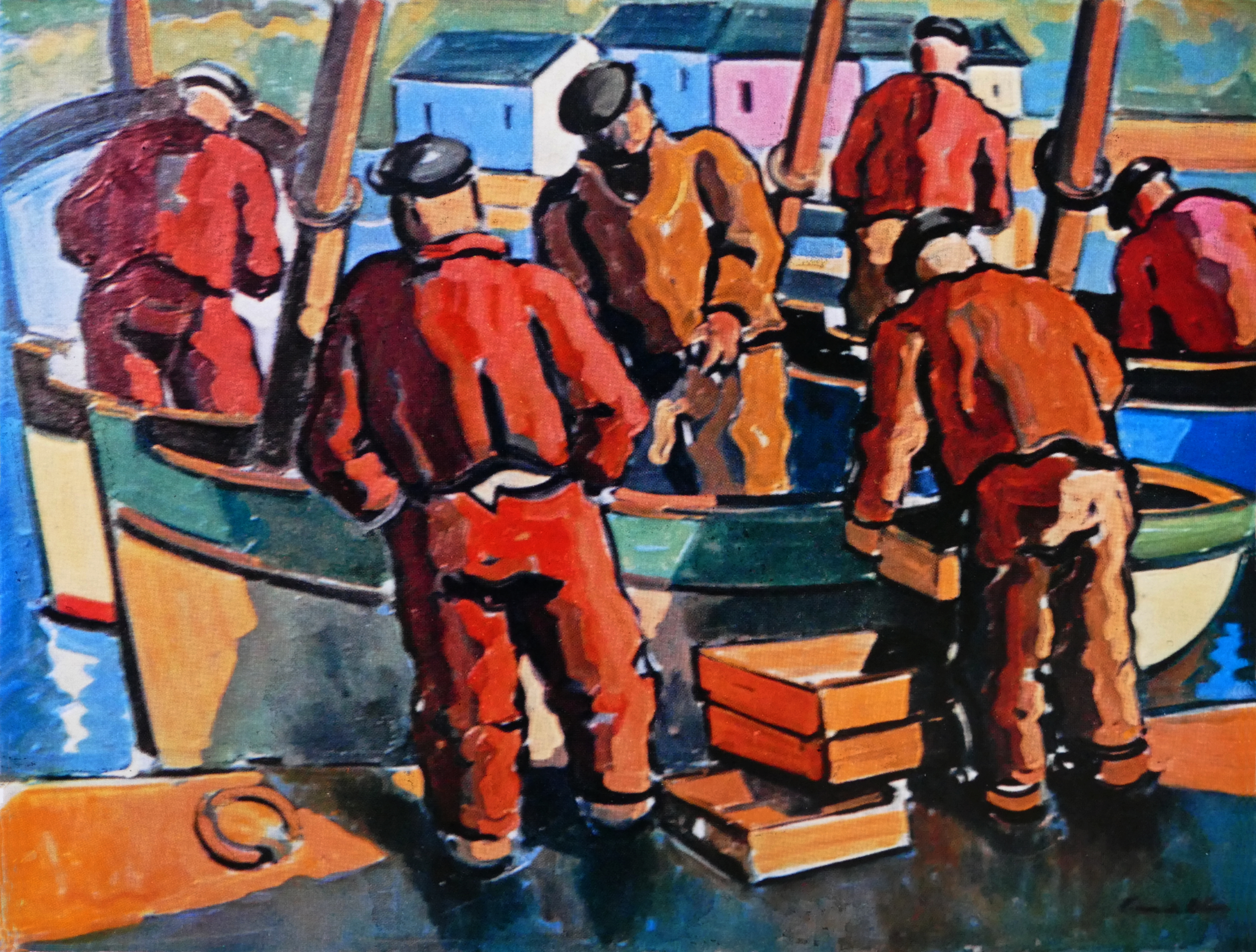
Le port d'Audierne (1936).

### Personnalités liées à la commune
Naissances :
- Mathieu Guezno (1763-1839), homme politique de la Révolution française, frère de Joseph Guezno (maire d'Audierne).
- Julien-Joseph-Hippolyte Fénoux (1790-1847), inventeur du mât-pilote dit « Mât Fénoux ».
- Henri Priol (1881-1925), marin et aviateur français, est né à Audierne.
- Jeanne Bluteau, poétesse  et écrivain bretonne d'expression française et bretonne, née en 1916 à Audierne.
- Yves Marion né Le Moal (1936-2007), artiste peintre et décédé à Nantes.
- Jean-Pierre Velly (1943-1990), graveur, dessinateur, peintre.
- Jacques Le Gall, né en 1921, et son frère Alexis Le Gall, né en 1922, tous deux résistants.